# يوهان غوته
يوهان فولفغانغ فون غوته (بالألمانية: Johann Wolfgang von Goethe)، اعتباراً من 1782 فون غوته (ولد في 28. أغسطس 1749 في فرانكفورت، توفي في 22 مارس 1832 في فايمار) كان شاعراً وعالماً طبيعياً وواحداً من أهم مبدعي الشعر باللغة الألمانية، ومن أشهر أعماله آلام فيرتر، وفاوست، وغوتس فون برليشنغن، ومسرحيات نزوة عاشق، المتواطئون، كلافيغو، إيغمونت، ستيلا، إفيجينا في تاورس، توركواتو تاسو، ومن قصائده بروميتيوس، المرثيات الرومانية، والديوان الغربي والشرقي «والذي ظهر فيه تأثره بالفكر العربي والفارسي والإسلامي».
ولد غوته لعائة مرموقة من الطبقة الوسطى، وكان جده لأمه أعلى مسؤول قضائي في مدينة فرانكفورت، وكان والده متخصصاً في القانون وعضواً في المجلس الإمبراطوري. تلقى هو وشقيقته كورنيليا تعليماً منزلياً، ودرس تبعاً لرغبة والده القانون في كل من لايبزيغ وستراسبورغ، ثم عمل محامياً في فتسلار وفرانكفورت. في نفس الوقت تابع غوته شغفه بالشعر وحقق أول إنجاز أدبي في عام 1773، وهو دراما «غوتس فون برليشنغين» (بالألمانية: Götz von Berlichingen) التي لاقت رواجاً واسعاً، ثم تبعتها عام 1774 مع رواية آلام فيرتر (بالألمانية: Die Leiden des jungen Werthers) التي اشتهر بها في كل أوروبا، وينتمي كلا العملين إلى الحركة الأدبية التي عرفت باسم «العاصفة والاندفاع» (بالألمانية: Sturm und Drang) في الأعوام 1765 إلى 1785.
كان في السادسة والعشرين من عمره عندما دعاه أمير دوقية فايمار، التي استقر فيها لبقية حياته بصفته صديقاً ووزيراً للدوق كارل أغسطس، وشغل هناك مناصب سياسية وإدارية وترأس مسرح البلاط لمدة ربع قرن. تسبب نشاطه الرسمي في أعوامه العشر الأولى في فايمار بإهمال قدراته الإبداعية، وتسبب ذلك بأزمة شخصية لديه دفعته إلى الفرار إلى إيطاليا.(ص.66) حيث استمرت رحلته من سبتمبر 1786 إلى مايو 1788 وعدّها «ولادة جديدة»، وعاد بعدها إلى النشاط الأدبي ونشر في الأعوام التي تلت عودته بعضا من أهم أعماله مثل مثل إيغمونت (بالألمانية: Egmont)، إيفيغينيا في تاوريس (بالألمانية: Iphigenia in Tauris)، وتوركواتو تاسو (بالألمانية: Torquato Tasso). اقتصرت واجباته الرسمية بعد عودته من إيطاليا إلى حدٍّ كبير على إدارة مسرح بلاط فايمار، فيما حفز التراث الثقافي الذي تعرف إليه في إيطاليا إنتاجه الشعري،(ص.506)(ص.328) ودفعته التجارب الحميمية التي عاشها هناك إلى بدء علاقة حب «غير لائقة» في فايمار، مع كريستيانه فولبيوس التي تزوجها بعد ثمانية عشر عاما من العلاقة.
ترك غوته إرثاً أدبياً وثقافياً ضخماً للمكتبة الألمانية والعالمية، وكان له بالغ الأثر في الحياة الشعرية والأدبية والفلسفية، تنوعت مؤلفاته بين الرواية والشعر والمسرح والدراما والملحمة والسيرة الذاتية والنظرية الأدبية والفنية، بالإضافة إلى الكتابات العلمية، كما تعدّ مراسلاته الواسعة ذات أهمية أدبية. كان غوته هو مؤسس تيار «العاصفة والاندفاع» الأدبي وأهم ممثليه.
اكتسب غوته في حياته شهرة في كل أنحاء أوروبا، حتى أن نابليون دعاه إلى لقاء شخصي على هامش مؤتمر إرفورت [الإنجليزية]. شكل في تعاونه مع فريدريك شيلر ويوهان هردر ووكريستوف فيلاند في ما عرف بمرحلة فايمار الكلاسيكية، وأصبحت روايات «فلهلم مايستر» رائدة في نوع الروايات الفنية ووما عرف بـ"رواية التعلّم" في الأدب الألماني.(ص.354) وقد حظت دراما فاوست (1808) بسمعة عالمية باعتبارها أهم إبداع أدبي باللغة الألمانية.
كان غوته حياً وفي سن الشيخوخة عندما صار يعتبر في ألمانيا وخارجها ممثلاً للفكر الألماني، ومُجّد في الإمبراطورية الألمانية باعتباره الشاعر القومي الألماني والمعبّر عن "الجوهر الألماني"، ووظف على هذا النحو تم في التوجهات القومية الألمانية. ولم يقتصر التقديس آنذاك على أعمال غوته فحسب، بل قدّست شخصية الشاعر الذي كان يُنظر إلى أسلوب حياته على أنه نموذجي. وتعد قصائد غوته ومسرحياته ورواياته حتى يومنا هذا من بين روائع الأدب العالمي. وقد أطلق اسمه على أشهر معهد لنشر الثقافة الألمانية في شتى أنحاء العالم وهو «معهد غوته».

## النشأة

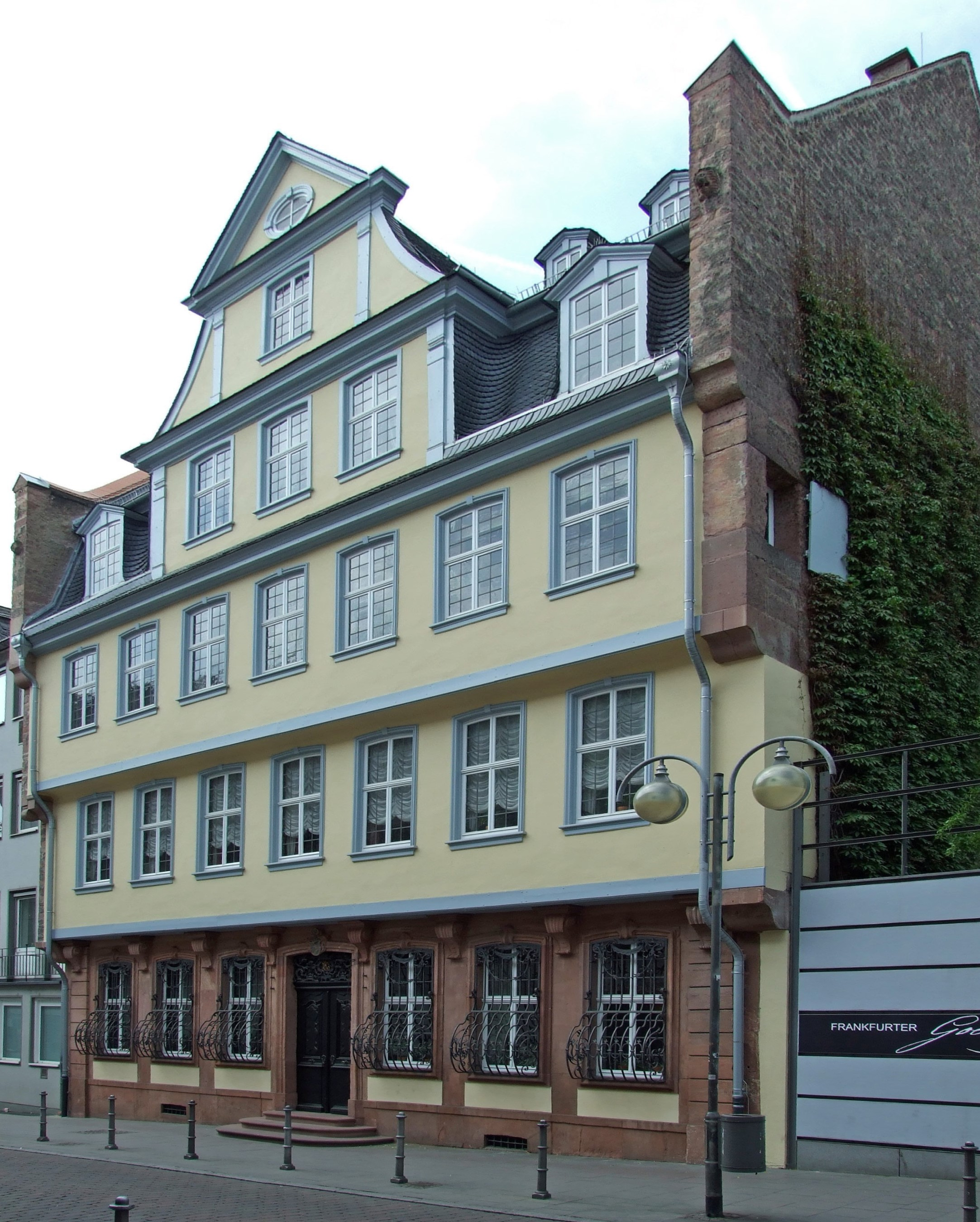
المنزل الذي ولد فيه غوته

### عائلة غوته
ولد يوهان فولفغانغ فون غوته في 28 أغسطس 1749 في منزل عائلة غوته (الذي ما زال قائماً إلى اليوم) في حي هيرشغرابن في فرانكفورت التي وفد إليها جده فريدريش غيورغ غوته (1657-1730) من مقاطعة تورينغن عام 1687. عمل جده خياطاً،(ص.69) ثم تزوج لاحقا من ابنة صاحب نزل مزدهر، فحقق ثروة كبيرة من النزل ومن تجارة النبيذ، أورثها فيما بعد في صورة عقارات وقروض عقارية وأموال لابنيه من زواجه الأول، وابنه الأصغر يوهان كاسبار غوته (1710-1782)، والد يوهان فولفجانج غوته. حصل والد غوته على درجة الدكتوراه في القانون من جامعة لايبزيغ، لكنه لم يمارس مهنة المحاماة، بل عاش على ريع ثروته الموروثة، وارتقى في طبقات مجتمع فرانكفورت باللقب الفخري «المستشار الإمبراطوري»، ومكنت هذه الثروة ابنه لاحقاً من العيش والدراسة دون قيود مالية.(ص.67، 86) كان والد غوته رغم ثقافته الواسعة صارماً، وأدى ذلك إلى صراعات داخل الأسرة.
كانت والدته كاثرينا إليزابيث غوته (1731-1808) ابنة لعائلة تيكستور الثرية والمرموقة في فرانكفورت، وكان والدها (جد غوته) يوهان فولفغانغ تيكستور أرفع مسؤول قضائي في المدينة، وقد تزوجت في سن السابعة عشرة والد غوته البالغ من العمر 38 عاما، وأنجبت بعد يوهان فولفغانغ خمسة أطفال آخرين، توفوا جميعهم صغاراً باستثناء الأخت الصغرى كورنيليا التي كان غوته على علاقة وثيقة بها، تضمنت مشاعر "حميمية" وفقاً لكاتب السيرة نيكولاس بويل وللمحلل النفسي كورت روبرت ايسلر [الإنجليزية].(ص.76)

### تعليمه المبكر وبداياته الأدبية

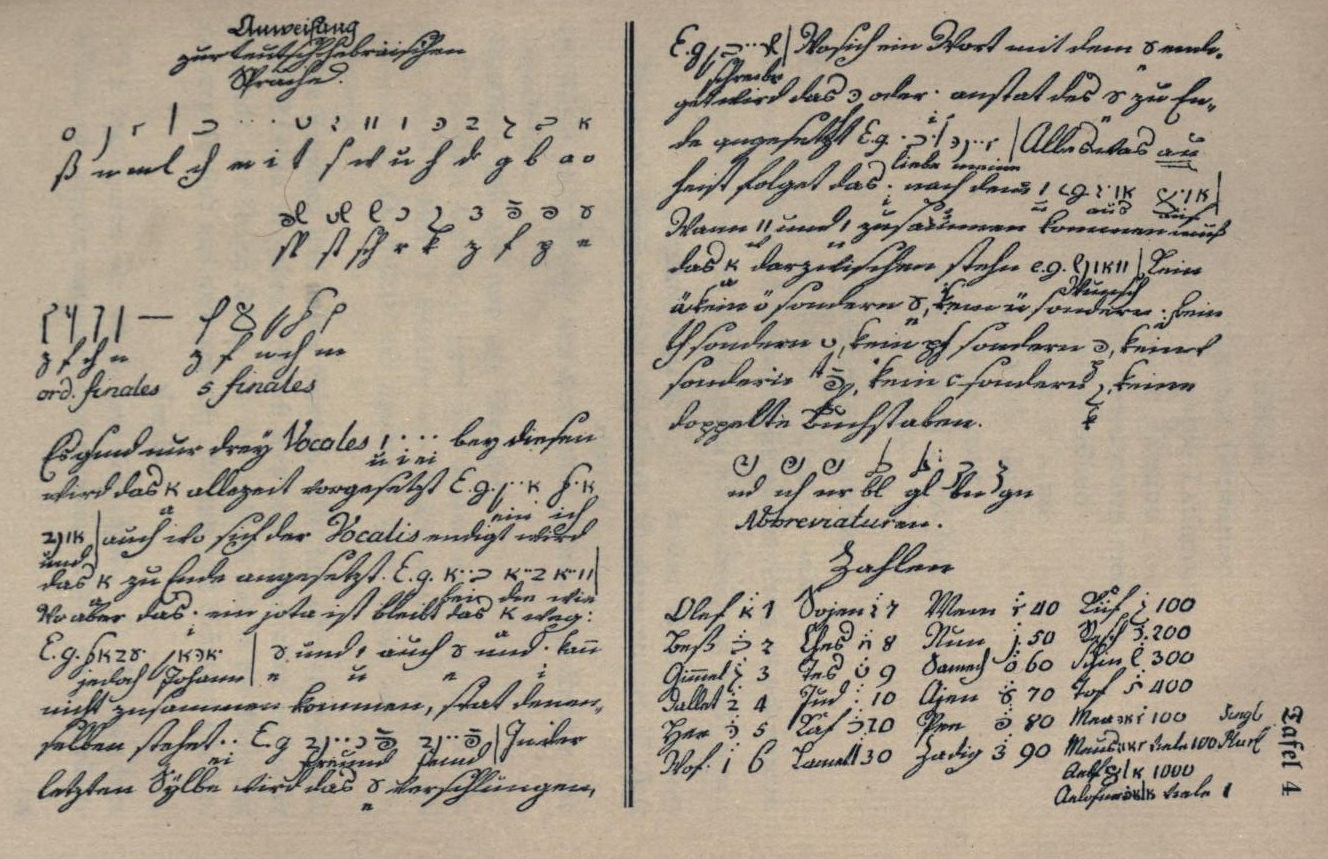
ملاحظات حول اللغة الييدشية بخط غوته من العام 1760- الأبجدية العبرية أعلى اليسار

التحق في الأعوام 1756 إلى 1758 بمدرسة عامة. وبعد ذلك تلقى رفقة أخته تعليماً منزلياً مكثفاً على أيدي والدهما وثمانية مدرسين خاصين. تعلم غوته من اللغات التعليمية الكلاسيكية اللاتينية واليونانية والعبرية، بالإضافة إلى اللغات الحية الفرنسية والإيطالية والإنجليزية، و«الألمانية اليهودية» (اللغة الييدشية) التي كانت «حضوراً حياً في حارة اليهود في فرانكفورت». كما تضمنت جدول الدروس العلوم والدين والرسم، وتعلم أيضا العزف على البيانو والتشيلو وركوب الخيل والمبارزة والرقص.(ص.73)
احتك غوته بالأدب في سن مبكرة، بدءاً من القصص التي كانت تقرأها الأم قبل النوم، ومروراً بتلاوات الكتاب المقدس في الأسرة المتدينة ذات المذهب البروتستانتي اللوثري، وفي عيد ميلاده في عام 1753 أهدته جدته «مسرحاً للعرائس» حفظ المسرحية المخصصة له عن ظهر قلب وأداها مراراً وتكراراً بحماس مع أصدقائه. فظهرت موهبته فبدأت مخيلته الأدبية في الحكايات الخيالية الأولى التي كتبها بصيغة الـ«أنا» تثير الدهشة والإعجاب في محيطه. حوَت مكتبة والده حوالي 2000 مجلد، وهكذا تعرف غوته منذ الطفولة على الأدب الشعبي ومنه حكاية فاوست. خلال حرب السنوات السبع نزل قائد المدينة الفرنسي الكونت ثورانك في بيت غوته [الإنجليزية] من 1759 إلى 1761، فكان له ولفرقته المسرحية التي حضرت معه الفضل في تعرف غوته إلى الأدب الفرنسي. في سن الثانية عشرة بدأ غوته رواية متعددة اللغات تداخلت وامتزجت فيها جميع اللغات التي كان يعرفها.
يرى كتّاب سيرة غوتة، نيكولاس بويل وروديجر سافرانسكي، أنه كان طفلاً موهوباً، ولكنه لم يكن طفلاً معجزة مثل موتسارت على سبيل المثال.(ص.74)(ص.32) تعلم اللغات بسرعة وكان يمتلك «براعة غير طفولية نظم الأبيات»، وكان «مفعماً بالحيوية والنشاط، وعنيداً، لكن بلا عمق».(ص.74)

## مرحلة الدراسة وأشعاره المبكرة

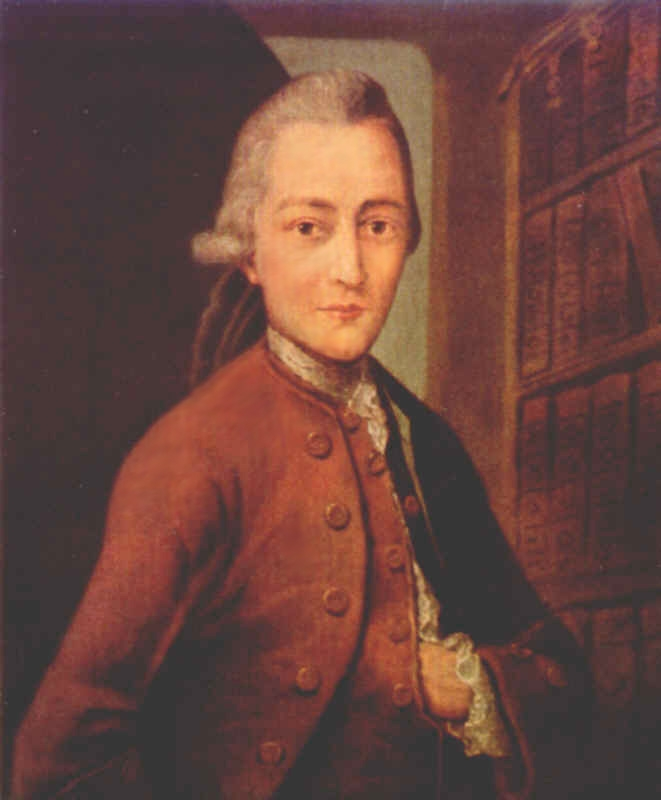
غوته قبيل توجهه للدراسة في لايبزيغ - لوحة زيتية بريشة يوهان كيرن - احترقت عام 1943

### لايبزيغ (1765-1768)
عملاً بتعليمات والده، بدأ غوته في خريف 1765 دراسة القانون في جامعة لايبزيغ، وبخلاف مدينة فرانكفورت التقليدية التي لم تكن فيها جامعة، كانت لايبزيغ آنذاك مدينة أنيقة ومنفتحة أُطلق عليها اسم باريس الصغيرة.(ص.83) هناك عومل غوته كشخص قادم من الأرياف وكان عليه أولاً أن يتكيف مع الملابس والعادات السائدة هناك، وقدم له والده منحة شهرية بقيمة 100 غيلدر، وهي ضعف ما كان يحتاجه طالب في أغلى الجامعات آنئذ.(ص.87) وعلى الرغم من أن والده قد عهد برعايته إلى أستاذ التاريخ والقانون الدستوري يوهان غوتلوب بوهمه، ونهاه عن تغيير موضوع دراسته،(ص.84) فقد أهمل غوته بسرعة الدراسة الإجبارية وفضل حضور المحاضرات الشعرية التي ألقاها كريستيان فورشتيغوت غيليرت الذي سمح للطلاب بعرض تجاربهم الأدبية عليه. لم يكن غيليرت ميالا لقبول النصوص الشعرية، وأحال محاولات غوته الشعرية (بما في ذلك قصيدة زفاف إلى العم تيكستور) إلى نائبه الذي لم تحظ هذه القصائد بتقديره.(ص.44)
واصل غوته دروس الرسم التي بدأها في فرانكفورت مع الرسام آدم فريدريش أوزر [الإنجليزية] الذي أسس أكاديمية لايبزيغ للفنون وأدارها منذ 1764، وقد عرفه أوزر على أفكار تلميذه يوهان يواخيم فينكلمان الفنية المثالية التي كانت تستلهم العصور القديمة، وعمّق فهمه للفن وقدرته على التقييم الفني، وقد أشار غوته لاحقا في رسالة شكر كتبها إليه من فرانكفورت إلى أنه قد تعلم منه أكثر مما تعلمه في كل تلك السنوات التي قضاها في الجامعة.(ص.56) تعرف غوته عام 1765إلى ابنة أوزر فريدريكه إليزابيث (1748-1829)، ونشأت بينهما صداقة ومراسلات استمرت لبعض الوقت بعد مغادرته لايبزيغ، كمل ظل أوزر حتى وفاته على تواصل مع غوته. في فترة دراسته في لايبزيغ، تعلم غوته تقنيات التمنيش والنقش على الخشب على يد النحات يوهان ميخائيل ستوك.
بعيدًا عن المنزل، تمتع غوته البالغ من العمر 16 و17 عامًا بحرية أكبر في لايبزيغ، وحضر العروض المسرحية وقضى الأمسيات مع الأصدقاء، وذهب في رحلات استكشافية في المنطقة المحيطة. في لايبزيغ أيضا أقام «أول علاقة حب جدية»(ص.88) مع ابنة الحرفي وصاحب النزل كيتشين شونكوبف، وهي علاقة استمرت لعامين. أثر تصاعد المشاعر في تلك السنوات على أسلوبه الشعري في تلك الفترة، وحررته من أسلوب الروكوكو المعتاد، وباتت نبرته أكثر حرية وانطلاقاً. نشرت مجموعة من 19 قصيدة نسخها صديقه ارنست فولفغانغ بيريش في ديوان بعنوان «أنيت» (بالألمانية: Annette)، ونشرت له مجموعة صغيرة أخرى من القصائد في عام 1769 تحت عنوان «أغاني جديدة» (بالألمانية: Neue Lieder). كان شعر غوته المبكر وفقًا لكاتب السيرة نيكولاس بويل «إيروتيكيا بلا هوادة»، ويتعامل «مباشرة مع أقوى مصادر الإرادة الفردية والشعور».(ص.106)
في يوليو 1768 عانى غوته من نزيف داخلي حاد نتيجة لمرض السل،(ص.93) وعاد لتدهور صحته إلى منزل والديه في فرانكفورت بدون شهادة أكاديمية، مخيبا لآمال والده.(ص.96)

### مرحلة ستراسبورغ (1768-1771)
تطلب المرض الخطير الذي تعرض له فترة نقاهة طويلة وجعله أكثر تقبلا لأفكار التقوى التي قربتها إليه صديقة أمه سوزانه فون كليتنبيرغ التي كانت تتبع الكنسية المورافية، وشهدت تلك الفترة أكثر تقارب له مع الأفكار المسيحية في حياته البالغة.(ص.91) انشغل أيضا بقراءة الكتابات الصوفية والخيميائية، وهي قراءات ستظهر لاحقا في عمله البارز فاوست.(ص.73) وبصرف النظر عن ذلك، كتب في تلك الفترة أول مسرحية كوميدية له بعنوان «المتواطئون» (بالألمانية: Die Mitschuldigen).
بعد تعافيه من المرض استأنف في أبريل 1770 دراسته في جامعة ستراسبورغ. وكانت ستراسبورغ التي يبلغ تعداد سكانها 43000 نسمة أكبر من فرانكفورت،"(ص.116) وقد منحت لمملكة فرنسا في صلح وستفاليا، وكان معظم التدريس في الجامعة لا يزال باللغة الألمانية.
ركز غوته هذه المرة بصورة أفضل على دراسة القانون، ولكنه وجد أيضًا وقتًا لتكوين عدد من المعارف الشخصية. وكان أهمها عالم اللاهوت والفن والمنظر الأدبي يوهان غوتفريد هردر (1744-1803) الذي وصف غوته التعرف إليه بـ«أهم حدث» في فترة ستراسبورغ.(ص.81) وخلال زياراته شبه اليومية فتح هردر كان عينيه على الزخم اللغوي الأصلي لدى مؤلفين مثل هوميروس وشكسبير وأوسيان، بالإضافة إلى الشعر الشعبي، وأعطى بذلك دفعات حاسمة لتطور غوته الشعري. وقد عين هردر لاحقا بتوصية من غوته في وظيفة في فايمار. كما تضمنت دائرة أصدقائه ومعارفه طبيب العيون والكاتب التقويّ اللاحق يوهان هاينريش يونغ-ستيلينغ، وعالم اللاهوت والكاتب ياكوب ميخائيل راينهولد لينتس. وعلى الرغم من أنه كان محاطا بأصدقاء من ذوي التوجهات الدينية، ابتعد غوته في ستراسبورغ نهائيا عن التقوى المسيحية.(ص.118)
عرفه زميل جامعي إلى عائلة القس فريدريك بريون في سيسينهايم، ونشأت علاقة عاطفية بين غوته وابنة القس فريدريكه، أنهاها غوته بعد تركه جامعة ستراسبورغ برسالة أرسلها من فرانكفورت. ويشير كاتب السيرة نيكولاس بويل إلى صدمة فريدريكه من ترك غوته لها حيث كان كل سلوكه تجاهها يوحي بأنهما مخطوبين،(ص.128) وقد تلقى غوته نبأ انهيار صحتها بالانزعاج والشعور بالذنب.(ص.133) عرفت القصائد الموجهة إلى فريدريكه بـ«أغاني سيسينهايم» (بالألمانية: Sessenheimer Lieder) ومنها قصائد اللقاء والوداع، وهايدروزلاين، وأغنية مايو. لا يقدم الشكل الشعري الخارجي في هذه القصائد شيئاً جديداً، ولا يتجاوز التعبير اللغوي اللغة الشعرية المعتادة إلا في الفروق الدقيقة على الأكثر. مع ذلك تحمل فيها الـ«أنا» سمات فردية ولا تعتمد على «أنماط مسبقة»، بل تظهر «الأنا المتكلمة، والمحبوبة، والحب، والطبيعة في كثافة لغوية غير معهودة».
في صيف عام 1771، قدم غوته أطروحته القانونية (فقدت) حول العلاقة بين الدولة والكنيسة، وقد قابلها اللاهوتيون في ستراسبورغ بسخط واعتبروها فاضحة، واتهمه أحدهم غوته بأنه «محتقر مجنون للدين»، وأوصى عميد الكلية غوته بسحب الرسالة. ومع ذلك منحته الجامعة الفرصة للحصول على الإجازة الجامعية عوضا عن الدكتوراه، ومن أجلها احتاج فقط إلى إعداد عدد قليل من الأطروحات والدفاع عنها.(ص.100) احتوت هذه الأطروحات التي اجتاز الدفاع عنها بامتياز في 6 أغسطس 1771 على 56 أطروحة باللاتينية تحت عنوان «مواقف حقوقية» (باللاتينية: Positiones Juris)، وفي الأطروحة قبل الأخيرة تناول مسألة ما إذا كان ينبغي أن تعاقب قاتلة الرضيع لعقوبة الإعدام، وهي مسألة تناولها أدبياً في وقت لاحق في مأساة جريتشن (بالألمانية: Gretchentragödie) في صيغة فاوست الأولى [الألمانية].

## المحاماة والشعر في فرانكفورت وفيتزلار (1771-1775)
افتتح غوته في فرانكفورت مكتب محاماة صغيراً اعتبره والده «مجرد محطة عبور» إلى المناصب العليا (أسوة بالعمدة الجد)،(ص.102) وأداره لأربع سنوات إلى أن تضاءل حماسه للمهنة وغادر إلى فايمار. كان الشعر بالنسبة لغوته أكثر أهمية من مهنة المحاماة، وفي نهاية عام 1771 (وفي غضون ستة أسابيع) انتهى من كتابة «قصة غوتفريد فون برليشنغين صاحب القبضة الحديدية» (بالألمانية: Geschichte Gottfriedens von Berlichingen mit der eisernen Hand)، التي نشرت عام 1773 بعد المراجعة بعنوان غوتس فون برليشينغن. استقبل العمل الذي خالف جميع القواعد الدرامية التقليدية بحماس، ويعتبر وثيقة تأسيسية لحركة «العاصفة والاندفاع» (بالألمانية: Sturm und Drang) الأدبية، أما الدراما التي تحمل اسم «العاصة والاندفاع» فكاتبها فريدرش ماكسيميليان فون كلينغر الذي كان من أصدقاء غوته منذ الصغر.
في يناير 1772 شهد غوته مراسم إعدام قاتلة طفلها سوزانه مرغريتا براندت بحد السيف في فرانكفورت،(ص.120) وقد شكل هذا الحدث وفقًا لروديجر سافرانسكي الخلفية الشخصية لـ «مأساة جريتشن» في فاوست، التي بدأ غوته العمل عليها في أوائل سبعينيات القرن الثامن عشر.(ص.119)
في عام 1773 تزوجت أخته كورنيليا من المحامي يوهان جورج شلوسر، صديق غوته الذي يكبره بعشر سنوات، الذي كان محامي الدفاع في محاكمة قاتلة الطفل.
خلال هذه السنوات تردد غوته على حلقات تيار "العاطفيين" الأدبي [الإنجليزية] التي نشأت في دارمشتات حول يوهان هاينريش ميرك، وكان يقطع مسافة الـ25 كيلومترًا من فرانكفورت إلى دارمشتات على قدميه.(ص.156) وقد أولى غوته أهمية كبيرة لتقييمات ميرك، وشهد في سيرته الذاتية أنه كان له «التأثير الأكبر» على حياته، وقد لبى غوته دعوته إياه لكتابة مراجعات أدبية لمجلة فرانكفورتر غيليرته أنتسايغن (بالألمانية: Frankfurter gelehrte Anzeigen) التي كان يديرها ميرك وشلوسر.(ص.123- 128)

في الفترة الواقعة بين صيغتي قصة غوتس عمل غوته في مايو 1772 بضغط من والده متدرباً في محكمة الغدل الإمبراطورية في فيتسلار. وقد وصفه أحد زملائه من تلك الفترة بما يلي:
إنه يفعل ما يعجبه ويهمه إذا كان يعجب الآخرين، أو إذا كان موضة، أو إذا كانت تسمح به الأعراف. وهو يكره أن يجبر على أي شيء... لقد صاغ عمله الأساسي من أجمل العلوم والفنون، أو بتعبير أدق، من كل المعارف، إلا تلك التي تطعم خبزا.(ص.160) 
أولى غوته القليل من الاهتمام للدراسات القانونية، ووجه اهتمامه بدلاً من ذلك إلى المؤلفين القدماء. في إحدى الحفلات الريفية الراقصة تعرف إلى شارلوت بوف التي كانت مخطوبة لزميله، ووقع في حبها. بعدها أصبح غوته ضيفاً منتظماً ومرحباً به في منزل عائلة بوف، ولكن بعد أن أوضحت له شارلوت أنه لا يمكنه أن يأمل سوى بصداقتهما. أدرك غوته وضعه اليائس، وفر من فيتسلار.(ص.162)
بعد عام ونصف تناول هذه التجربة وتجارب شخصية وغيرية في رواية آلام فيرتر التي كتبها في غضون أربعة أسابيع فقط في بداية عام 1774، وقد أنال هذا العمل العاطفي للغاية الذي يجمع بين حركتي «العاصفة والاندفاع» و«الإحساسية» الأدبيتين مؤلفه شهرة في جميع أنحاء أوروبا خلال فترة زمنية قصيرة، وقد شرح غوته بنفسه لاحقاً نجاح الكتاب الهائل و«حمى فيرتر» (عدوى الانتحار) التي أطلقها بأن الكتاب قد لبى بالضبط احتياجات العصر، وعن علاقة العمل بتجربة العشق الفاشلة التي مر بها يقول: «شعرت، كما بعد اعتراف عام، بالسعادة والحرية مرة أخرى، وأن لي الحق بحياة جديدة». ومع ذلك، فقد غوته على علاقة ودية مع زميله وشارلوته وواصلوا تبادل الرسائل.(ص.164)
عند عودته من فتسلار استقبله الأب بتوبيخ لأن إقامته هناك لم تكن مواتية لتقدمه المهني،(ص.139) ولكن السنوات من عودته إلى فرانكفورت حتى مغادرته إلى فايمار كانت من أكثر السنوات إنتاجية في حياته، فبالإضافة إلى فيرتر كتب التراتيل الكبرى (ومنها أغنية التجول في العاصفة، وغانيماد، وبروميثيوس، وأغنية محمد)، وعدة قطع دراما قصيرة، مثل منها حفل السوق السنوي (بالألمانية: Das Jahrmarktsfest zu Plundersweilern)، والآلهة (بالألمانية: Die Götter)، والأبطال وفيلاند (بالألمانية: Helden und Wieland)، وعددا من الأعمال الدرامية مثل كلافيغو، وستيلا، وفي تلك الفترة تناول غوته موضوع فاوست لأول مرة.
في عيد فصح عام 1775، ارتبط غوته بليلي شومان، وهي ابنة مصرفي فرانكفورتي، ولكن الزواج لم يتم لعدم توافقه مع خطط غوته لحياته، كما أن اختلاف أوساط الوالدين وطوائفهما الدينية أضاف تعقيدات إلى القصة، وفي أكتوبر من نفس العام أعلنت عائلة ليلي عن فسخ الخطبة.(ص.185) وقد قال غوته في نهاية حياته إلى صديقه يوهان إيكرمان، إلى أنها كانت أول من «أحبه بعمق وصدق»، وأنه رأى معها لأول مرة «إمكانية زواج حقيقية».(ص.236)
في تلك الفترة قبل دعوة أصدقاء للسفر إلى سويسرا حيث أقام لعدة أشهر، وهناك تعرف إلى باربرا شولتيس، ونتج عن ذلك صداقة عمر، حيث دعاها غوته «القارئ الأكثر ولاءً»،(ص.183) وقد تلقت على فترات متقطعة المخطوطات النهائية لرواية «فيلهلم مايستر» التي كان غوته يعمل عليها، ونسختها بمساعدة ابنتها. وإلى إحدى نسخها يرجع الفضل في اكتشاف الأجيال القادمة النسخة الأصلية من رواية غوته رسالة فلهلم مايستر المسرحية التي اكتشفت عام 1909 وطبعت في العام التالي.
عانى غوته من انفصاله عن ليلي شومان، وللابتعاد عن فرانكفورت قبل دعوة من الدوق كارل أغسطس البالغ من العمر 18 عاماً للسفر إلى فايمار.

## غوته في فايمار

### في الخدمة المدنية

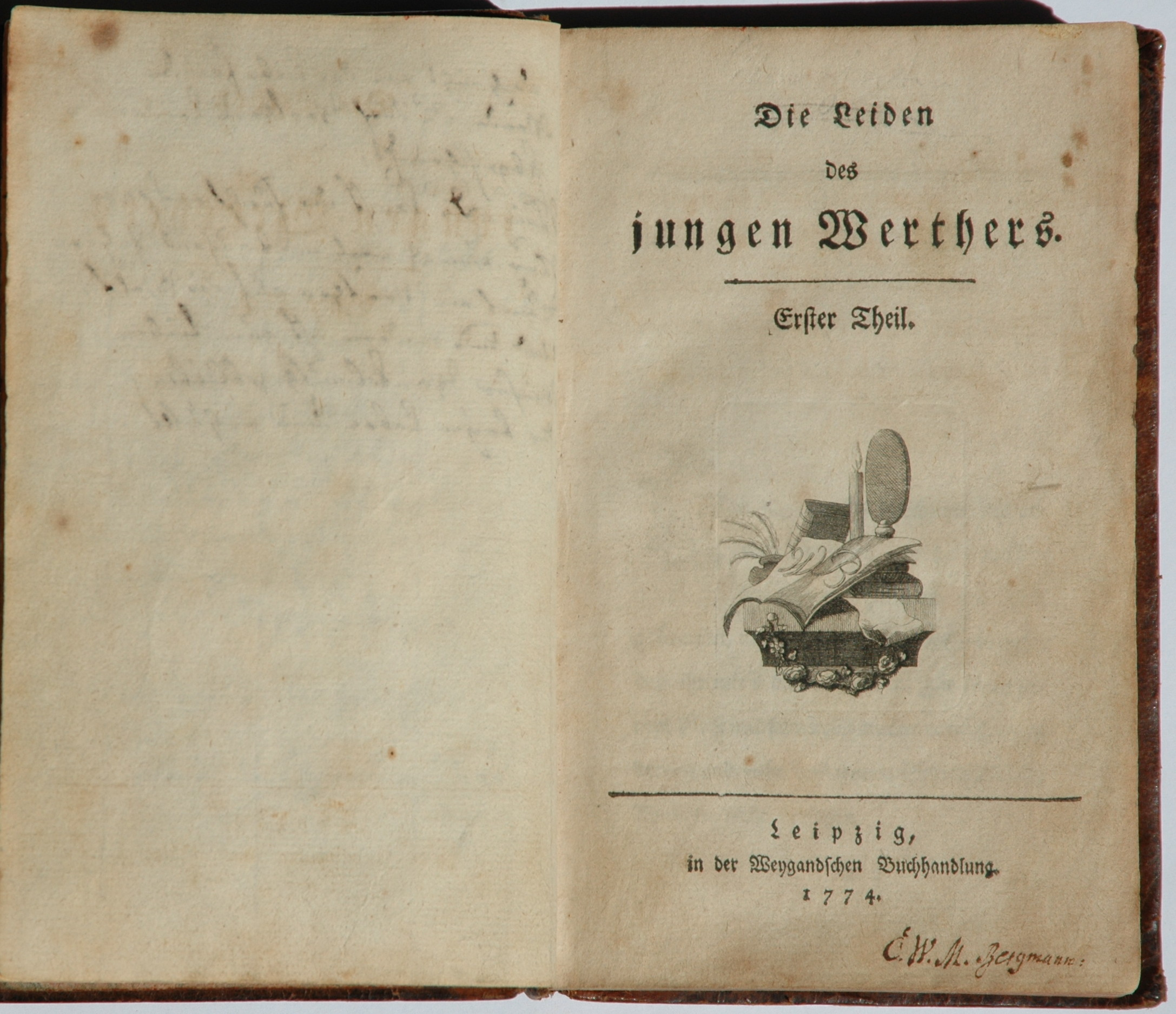
غلاف الطبعة الأولى من "آلام فيرتر" - 1774

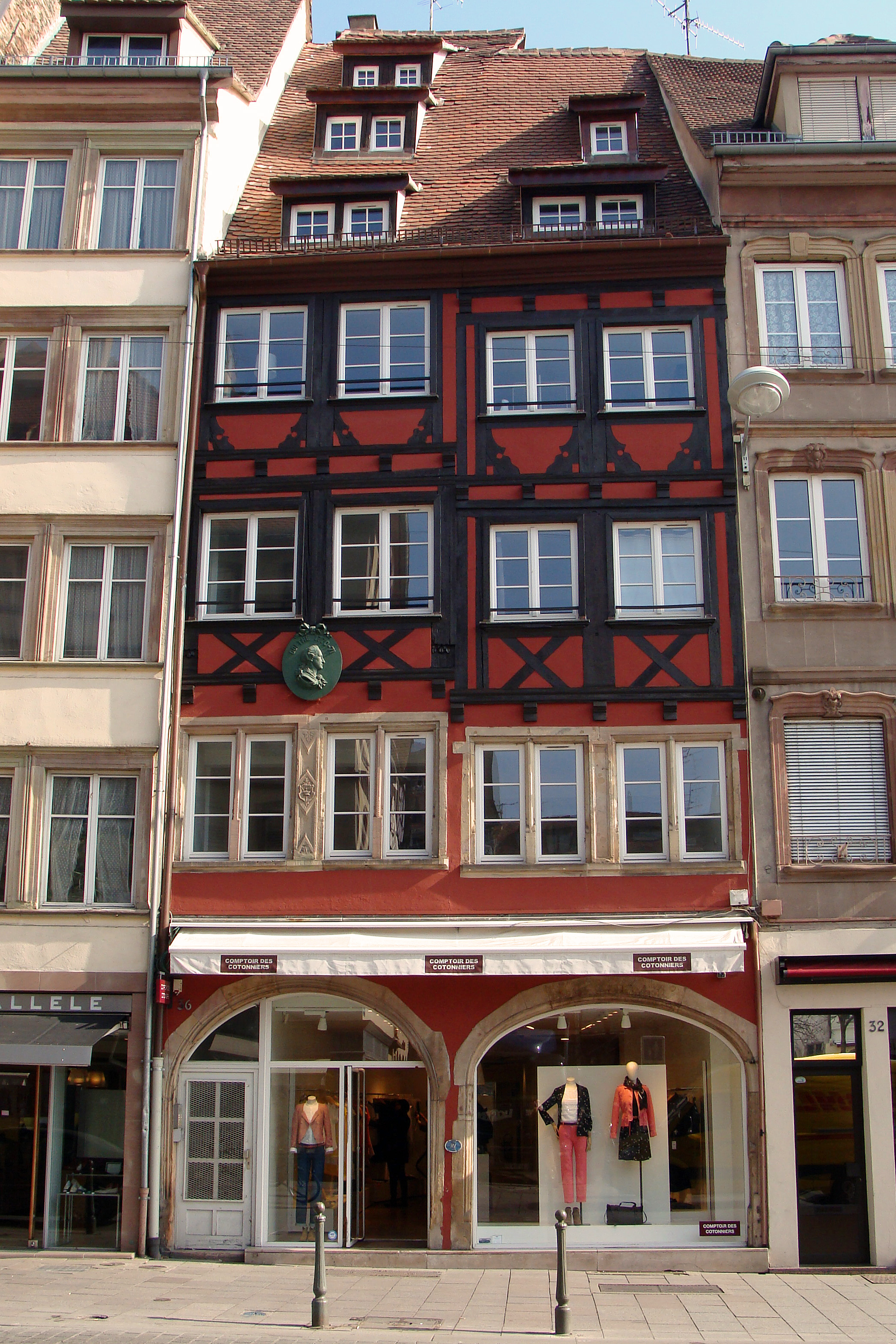
المنزل الذي عاش فيه غوته في ستراسبورغ

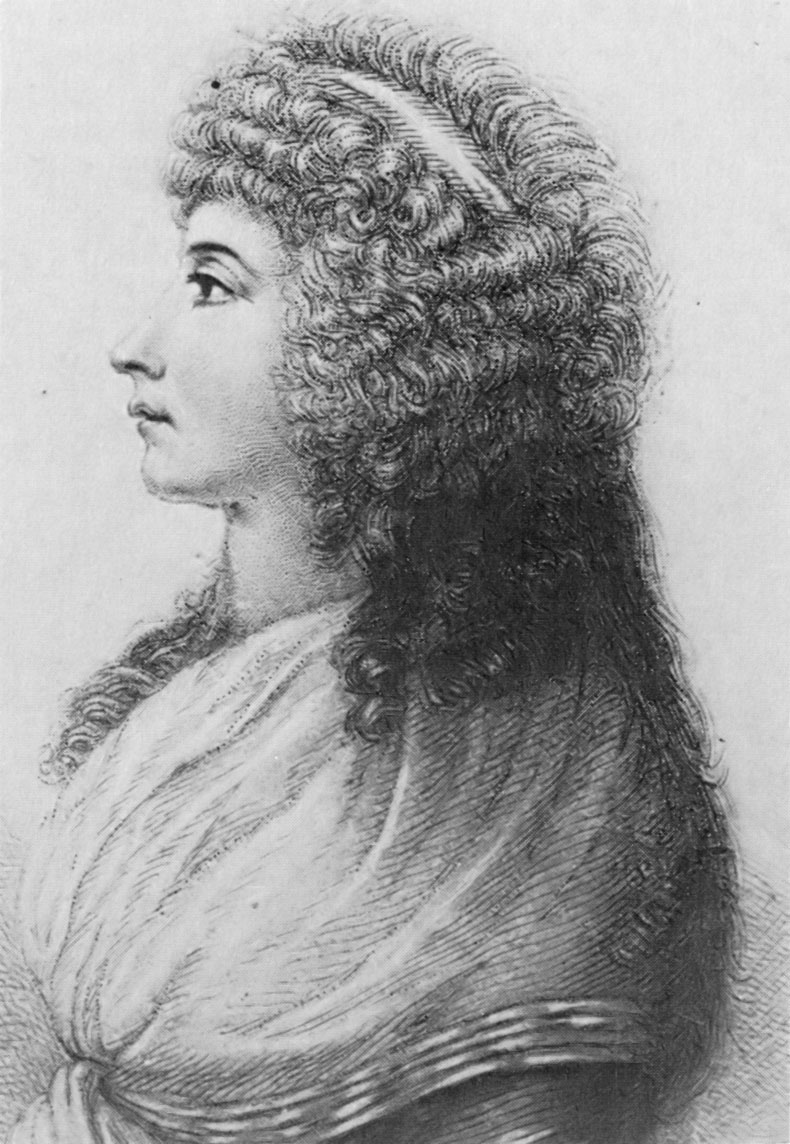
شارلوته فون شتاين

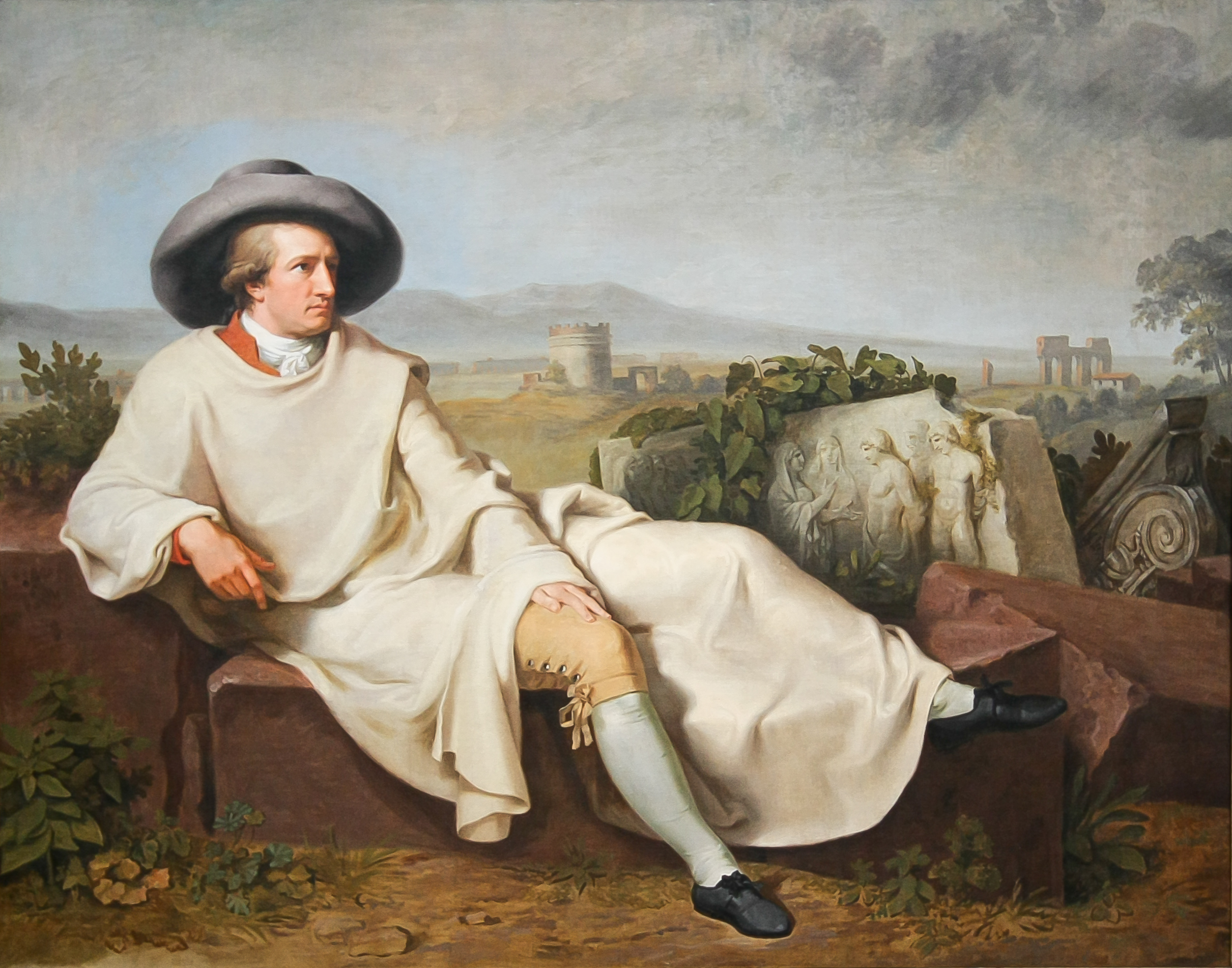
لوحة غوته في ريف روما بريشة الألماني فيلهيلم تيشباين - 1787

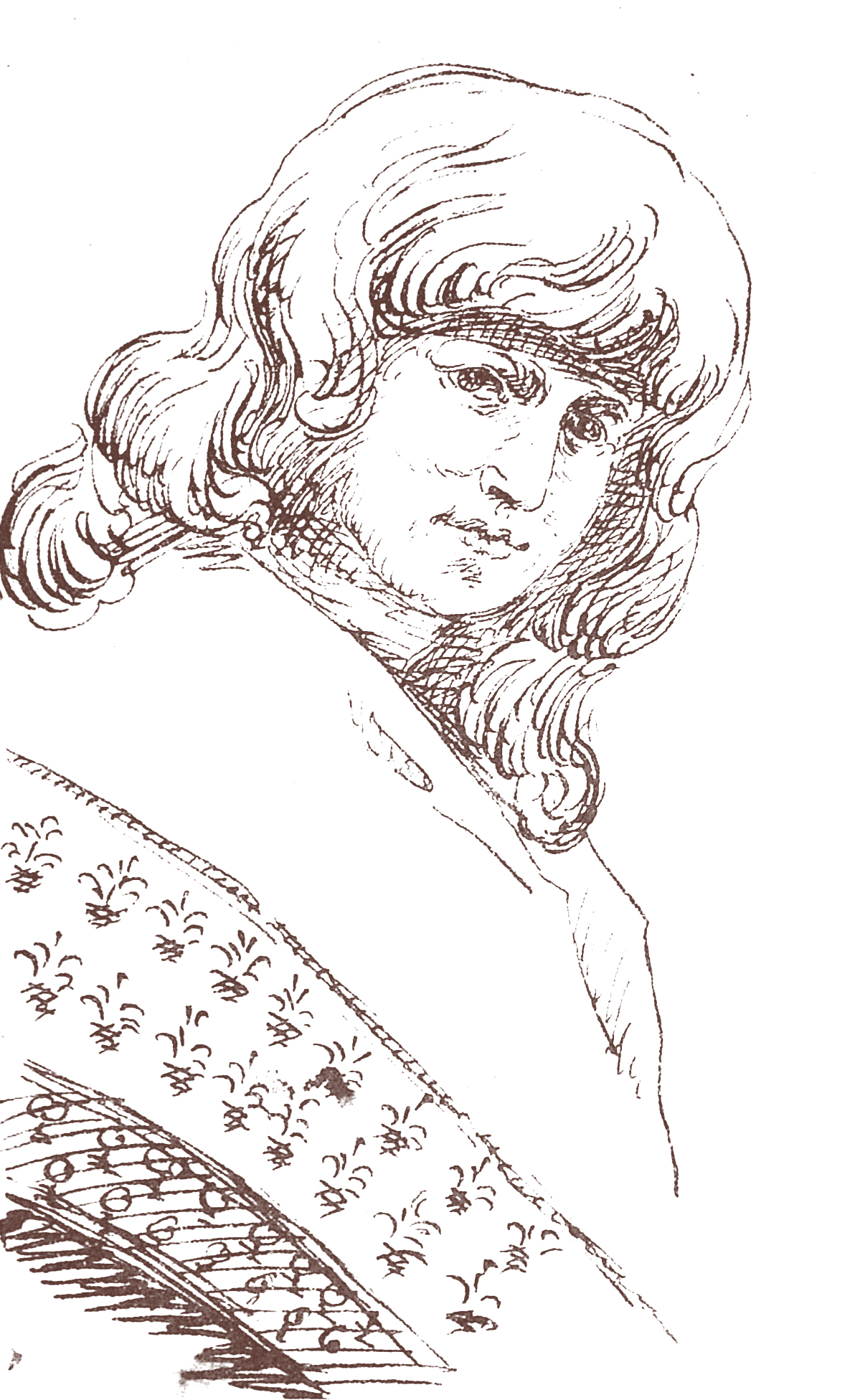
كريستيانه فوليبوس برسم يوهان فولفغانع غوته

انتقل في في نوفمبر 1775 إلى فايمار. التي كانت عاصمة دوقية ساكسونيا - فايمار - أيزناخ، وكانت على الرغم من عدم تجاوز عدد سكانها الـ 6000 (مقابل مجموع سكان الدوقية البالغ حوالي 100000) قد تطورت لتصبح مركزاً ثقافياً مهما وقبلة لرجال الأدب والعلم. لم يكن هناك سبب محدد لدعوة غوته لزيارة فايمار،(ص.197) ولكنه سرعان ما نال ثقة الدوق كارل أوجست المثقف الذي كان يصغره بثماني سنوات، والذي أراد الاقتداء بصداقة فريدريك الأكبر مع فولتير و«وضع روح عظيمة إلى جانبه».(ص.207) وبذل الدوق كل ما في وسعه لإبقاء غوته في فايمار، فقدم إليه هدايا سخية، منها المنزل الصيفي في حديقة إيلم، وفي النهاية اقترح عليه أن يشارك في إدارة الدولة، وقبل غوته العرض بعد بعض التردد.
أصبح غوته في 11 يونيو 1776 مستشاراً قانونياً خاصاً وعضواً في المجلس الخاص، وهو هيئة استشارية للدوق مكونة من ثلاثة رجال، براتب سنوي قدره 1200 تالر،(ص.279) وظل عضواً في هذا المجلس حتى حله في عام 1815. توقف نشاطه الأدبي في تلك الفترة، وقد أشار في رسالة كتبها في مايو 1780 إلى أنه قد أوقف كتاباته الأدبية، ولكنه «يسمح لنفسه أحياناً، على غرار الملك العظيم الذي كان يعزف الناي لبضع ساعات كل يوم»، بممارسة موهبته.(ص.66) كما ابتعد غوته عن أصدقائه السابقين من فترة حركة «العاصفة والاندفاع» الأدبية، وقد زاره لينز وكلينجر في فايمار عام 1776 وأقاما فيها لفترة طويلة وحصلا على دعم مالي من غوته، وفي النهاية عمل غوته على طرد لينز من الدوقية بعد إهانة لم توضح حتى يومنا هذا.(ص.228)
شمل نشاط غوته الرسمي ابتداء من العام 1777 تجديد مناجم تعدين إلميناو، وابتداء من العام 1779 ترأس لجنتين دائمتين هما لجنة بناء الطرق ولجنة الحرب المسؤولة عن التجنيد في جيش فايمار.(ص.294) كان همه الرئيسي إعادة هيكلة ميزانية الدولة المثقلة بالديون من خلال ترشيد الإنفاق العام مع تعزيز الاقتصاد في نفس الوقت، وقد حقق نجاحاً جزئياً في ذلك، فعلى سبيل المثال أدى خفض تعداد أفراد القوات المسلحة إلى النصف إلى تقليص مهم في المصروفات.(ص.72) في عام 1784 تمكن غوته من إقناع مجالس فايمار فايمار ويينا وأيزناخ بتحمل ديون الدولة البالغة 130.000 تالر، مقابل خفض الميزانية العسكرية السنوية من 63.400 إلى 30,000 تالر.
من ناحية أخرى واجه غوته صعوبات وعقبات أفشلت مشاريعه وشعر بالإحباط، حيث يشير في مذكراته عام 1779: «لا أحد يعرف ما أفعله وكم من الأعداء أواجه من أجل مردود قليل». كانت اللجان الفورية التي أنشئت بين عامي 1776 و1783 أداة غوته الرئيسية لتنفيذ مشاريع الإصلاح، لعجز تركيبة السلطة الجامدة على القيام بها. ومع ذلك تمكنت الطبقة الأرستقراطية في الدوقية من إعاقة جهود غوته الإصلاحية في الثمانينيات.(ص.73- 78) وباءت مبادرته لإحياء صناعة تعدين النحاس والفضة في إلميناو بالفشل وأوقفت أخيرًا في عام 1812.(ص.294)(ص.314)
رافق غوته الدوق في سفره وتعرف عن قرب على الدوقية والأحوال فيها، ومن بين الأماكن التي زارها بلدة أبلدا التي وصف حالة البوس فيها في إحدى رسائله.(ص.72) كما قام غوته في عقده الأول في فايمار بعدة رحلات خارج حدود الدوقية كان معظمها بتكليف رسمي، فسافر إلى ديساو وبرلين في ربيع 1778، وإلى سويسرا من سبتمبر 1779 إلى يناير 1780، كما سافر عدة مرات إلى جبال هارتس (1777، 1783 و1784)، ورقي في 5 سبتمبر 1779 إلى درجة مستشار خاص (بالألمانية: Geheimrat).
دفعت أنشطة غوته في إلميناو ومكافحته الفساد الدوق إلى أن يطلب يوم في يونيو 1782 التعرف على أعمال إدارة الخزينة الملكية، ونقل إليه صلاحيات خلفا لرئيس الخزنة الذي أقيل قبل ذلك بأيام، وإن لم يمنحه اللقب الرسمي، وعليه كان على غوته أن يشارك في اجتماعات الخزينة وأن يكون على علم بجميع المعاملات التجارية غير العادية، كما عُيّن في نفس العام تم تعيينه مشرفاً في جامعة يينا.(ص.73)
بناء على طلب الدوق رفع غوته في 3 يونيو 1782 بأمر إمبراطوري إلى درجة النبلاء، وقد هدفت هذه الترقية إلى تسهيل عمله في البلاط وفي إدارة شؤون الدوقية.(ص.391)
بلغ غوته في سن 33 ذروة نجاحه، وكان بعد الدوق أقوى رجل في فايمار،(ص.392) وقد تعرض للانتقاد بسبب عمله مع الدوق ووصفه البعض بـ«خادم الأمير» و«شاعر الطاغية».
اختلفت الأدبيات في تقييم عمل غوته في مجلس الدوق، ففي حين اعتبره بعض الكتاب سياسيا إصلاحيا تنويريا، شملت جهوده العمل على تحرير الفلاحين من الضرائب الخانقة، أشار آخرون إلى إنه قد أيّد في موقعه الرسمي تجنيد الأطفال الإجباري في الجيش البروسي وإجراءات تقييد حرية التعبير. في عام 1783 صوَّت غوته لصالح إعدام الأم غير المتزوجة جوهانا كاثرينا هون التي قتلت طفلها حديث الولادة بدافع اليأس، وهو موقف مناقض للتفهم والتعاطف الذي عبّر عنه لاحقاً في مأساة جريتشن.

### غوته والماسونية
أثار المستشار يوهان يواكيم كريستوف بود عند قدومه إلى اهتمام غوته بمحفل فايمار الماسوني «أماليا»، وبذل غوته في رحلته الثانية إلى سويسرا جهوده الأولى للانضمام، وقبل في 23 يونيو 1780، وتدرج في المراتب ليصبح «مساعد بنّاء» في عام 1781، ثم رقي إلى مرتبة «بنّاء» في عام 1782 هو والدوق كارل أغسطس.(ص.319)

### بين الشعر ودراسة الطبيعة

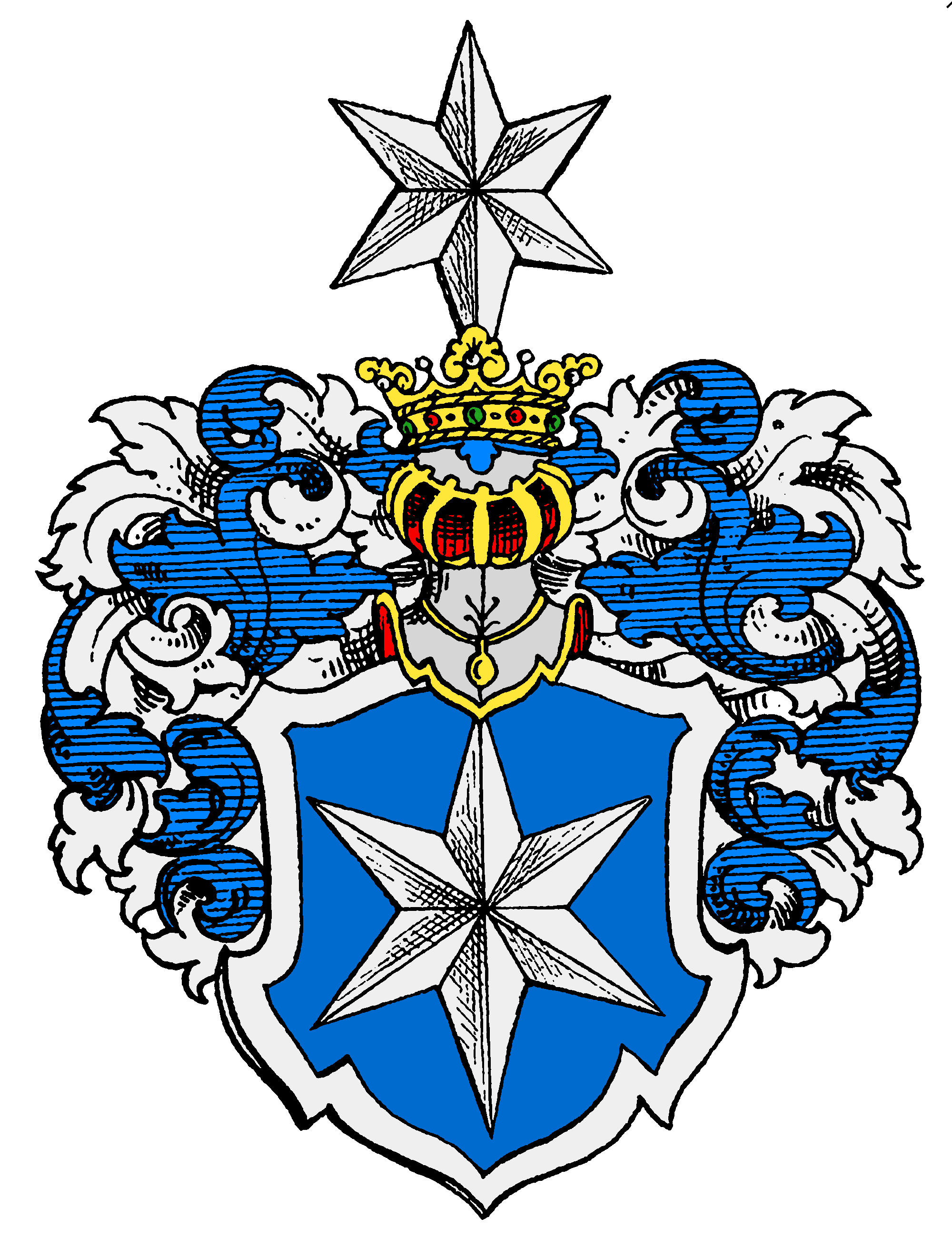
شعار نبل غوته

لم ينشر غوته في في عقده الأول في فايمار سوى عدد قليل من القصائد المتناثرة في المجلات، ولم يترك له العمل اليومي سوى القليل من الوقت للقيام بنشاط شعري جاد، خاصة أنه كان مسؤولاً أيضاً عن تنظيم مهرجانات البلاط وتزويد مسرح الهواة بالمسرحيات والعروض الغنائية. في تلك الفترة تمكن فقط من الانتهاء من صيغة إفيغينيه في تاورس النثرية الأولى كما ما بدأ كتابة إغمونت، وتوركواتو تاسو وليلهيلم مايستر، وبعض أشهر قصائده، مثل قصائد الحب التي كتبها لشارلوت فون شتاين، وقصائد ملك العفاريت، وأغنية متجول الليل (بالألمانية: Wandrers Nachtlied)، وحدود الإنسانية (بالألمانية: Gränzen der Menschheit)، والإلهي (بالألمانية: Das Göttliche).
حوالي عام 1780 بدأ غوته في التعامل بصورة منهجية مع الأسئلة العلمية، وقد عزا ذلك لاحقا إلى مهنته الرسمية في مسائل التعدين والزراعة وصناعة الأخشاب وما إلى ذلك. كانت اهتماماته الرئيسية في البداية هي الجيولوجيا وعلم المعادن وعلم النبات وعلم العظام، وفي هذا المجال في اكتشاف (تصنيف) عظمة قادمة الفك العلوي عند البشر. في نفس العام كتب مقالته «عن الغرانيت»، وكان يخطط لكتاب بعنوان «رواية الأرض».

### العلاقة مع شارلوته فون شتاين
كانت علاقة غوته الأهم والأكثر تكوينًا خلال عقد فايمار هي العلاقة مع سيدة البلاط شارلوت فون شتاين (1742-1827)، التي كانت تكبره بسبع سنوات ومتزوجة من البارون يوسياس فون شتاين، رئيس الإسطبلات الملكية، وكان عندها ثلاثة أطفال عندما تعرف غوته إليها. ويشير ما بلغ مجموعه الـ 1770 من الرسائل والملاحظات والقصاصات الورقية، والقصائد الكثيرة التي كتبها غوته إليها إلى علاقة وثيقة بشكل غير عادي بين الاثنين (رسائل شارلوته شتاين فقدت). يتضح من هذه الكتابات أن الحبيبة قد لعبت دور المربية، إذ علمته قواعد اللياقة في البلاط وخففت من قلقه الداخلي وعززت انضباطه الذاتي. من جانب آخر، لا يمكن الجزم حول كون العلاقة جنسية، أو «صداقة روحية» خالصة كما يفترض معظم المؤرخين.(ص.309)
يميل معظم المؤرخين إلى أطروحة المحلل النفسي كورت إيسلر التي تقول بأن غوته قد مارس أول اتصال جنسي له عندما كان يبلغ من العمر 39 عامًا في روما، ويشير سيرته الذاتية نيكولاس بويل أيضًا إلى أن قصة الحب التي عاشها مع فاوستينا في روما هي أول اتصال جنسي يوثّق.(ص.588)
تعرضت علاقة غوته مع شارلوته إلى هزة إثر رحيله السري إلى إيطاليا في عام 1786 العلاقة، وآلت بعد عودته إلى انقطاع نهائي بسبب قصة حب غوته الراسخة مع كريستيانه فولبيوس، زوجته المستقبلية. رأت شارلوته، التي كانت حياتها وصورتها الذاتية قائمة على إنكار الشهوات، علاقات غوته خيانة لها، وطلبت منه رد رسائلها إليه.(ص.677) لم يتصالح الاثنان قبل سن الشيخوخة ولم تستعد علاقتهما الدفء السابق، وقد ساعد في هذه المصالحة تردد ابن غوته الصغير أغسطس على منزل عائلة فون شتاين، واستؤنفت المراسلات ابتداءا من عام 1794، وظلت بصيغة المخاطبة الرسمية.(ص.556)
وقع غوته في أزمة شخصية في منتصف عقد ثمانينيات القرن الثامن عشر وهو في ذروة حياته المهنية، ففي حين ظلت أنشطته الرسمية غير ناجحة، أصبحت أعباء مناصبه وقيود الحياة مصدر إزعاج له، وكذلك لم تعد علاقته مع شارلوته مرضية بالنسبة له. وعندما عرض عليه في عام 1876 أحد الناشرين طباعة أعماله الكاملة، تبين لغوته أنه لم ينشر أي شيء جديد في الأعوام الماضية، وبالنظر إلى مشاريعه الشعرية التي لم تكن قد اكتملت بعد (فاوست، إيغمونت، فيلهلم مايستر، تاسو)، زادت الشكوك الذاتية حول وجوده المزدوج بصفته رجل دولة وأديب، وقد تناول غوته هذه الشخصية المزدوجة في مسرحية توركواتو تاسو، حيث قسمها إلى شخصيتين متناحرتين، تاسو وأنطونيو. وفي حين لم يثق في التوازن الشعري بين البعدين، حاول الحفاظ على هذا التوازن في الواقع.(ص.307- 314)

## رحلة إلى إيطاليا (1786-1788)
انسحب غوته من البلاط وسافر في رحلة تعليمية إلى إيطاليا فاجأت من حوله، ففي 3 سبتمبر 1786 قطع رحلة نقاهة في منتجع كارلزباد دون أن يودّع أو يعلم أحدا سوى سكرتيرته الخاص،(ص.318) من هناك كتب إلى الدوق يطلب إجازة إلى أجل غير مسمى، وأعلن في اليوم السابق على مغادرته عن نيته السفر، دون الكشف عن وجهته.(ص.452، 471) ويعتقد أن هذه السرية كانت جزءً من خطة تمكن غوته من ترك مناصبه مع الاحتفاظ براتبه لبعض الوقت. ولكي يتمكن غوته من التنقل بحرية في الأماكن العامة، سافر متخفياً تحت اسم يوهان فيليب مولر.(ص.318)
في نوفمبر من نفس العام وصل غوته روما مارا بكل من فيرونا وفيتشنزا والبندقية، ومكث هناك حتى فبراير 1787، وسافر منها إلى نابولي وصقلية في رحلة دامت أربعة أشهر، وعاد إليها في يونيو 1787 ومكث حتى نهاية أبريل 1788. في طريق العودة توقف في سيينا وفلورنسا وبارما وميلانو وغيرها، وعاد في يونيو 1788 إلى فايمار.
في روما عاش غوته مع الرسام الألماني فيلهلم تيشباين الذي رسم لوحة غوته في الريف [الإنجليزية]، وكان على تواصل حيوي مع فنانين ألمان آخرين مقيمين في روما، منهم أنجيليكا كوفمان التي رسمته، وجاكوب فيليب هاكيرت، وفريدريك بيري، ومع الرسام السويسري يوهان هاينريش ماير الذي تبعه لاحقاً إلى فايمار وعمل معه مستشارا فنيا. كما كان على علاقة ودية مع الكاتب كارل فيليب موريتز، وقد طول غوته في محاثاته مع موريتس الآراء النظرية الفنية التي أصبحت أساسية لمفهومه «الكلاسيكي» للفن، والتي وضعها موريتز في مؤلفه «عن الاقتداء التعليمي بالجمال» (بالألمانية: Über die bildende Nachahmung des Schönen).
في إيطاليا، تعرّف غوته على فن العمارة والأعمال الفنية في العصور القديمة وعصر النهضة وأبدى إعجابه بها، وكان مخلصاً بشكل خاص لرافائيل والمهندس المعماري أندريا بالاديو.(ص.480) وبتوجيه من أصدقائه الفنانين مارس غوته الرسم بطموح كبير، وما زال حوالي 850 رسماً لغوته من الفترة الإيطالية محفوظا إلى اليوم. وشغل نفسه بشكل مكثف بإكمال الأعمال الأدبية: فاستكمل قصة إيفيجني في تاوروس التي كانت ماتزال في صيغتها النثرية إلى شعر، وأكمل إيغمونت التي كان قد بدأها قبل اثني عشر عاماً، وواصل كتابة تاسو، وواصل كذلك دراساته في علم النباتات. وقد مكنه التخفي من التحرك بحرية في أوساط اجتماعية مختلفة والاستمتاع باللعب والاحتفالات، وخوض تجارب جنسية.
كانت هذه الرحلة حاسمة بالنسبة لغوته من منظور رؤيته لنفسه ودوره في الحياة،(ص.506)(ص.328) وكتب إلى دوق فايمار أنه اكتشف الفنان في داخله، وأعلمه برغبته بالتحرر من واجباته السابقة وبأن يفعل «ما لا يستطيع أحد سواي فعله، وتكليف آخرين بالباقي». وقد منحه الدوق التمديد المطلوب لإجازته المدفوعة حتى يتمكن من البقاء في روما حتى عيد فصح عام 1788.(ص.338- 341)
استنادًا إلى مذكراته، كتب «رحلة إيطالية» بين عامي 1813 و1817.

## مرحلة كلاسيكية فايمار (ابتداء من 1789)

### العلاقة مع كريستيانه فولبيوس (1788-1816)
تعرف بعد أسابيع قليلة من عودته إلى فايمر إلى الخياطة كريستيانه فولبيوس البالغة من العمر 23 عامًا حين حضرت إليه بالتماس لمساعدة شقيقها طالب القانون، ونشات بينهما علاقة حميمية وأصبحت شريكة حياته دون أن يتزوجها. أطلقت عليها والدة غوته تهكماً نعت «كنز السرير»، في إشارة إلى التلميحات الجنسية في المرثيات الرومانية التي كتبها غوته في تلك الفترة، وقد اندمجت فيها شخصية عشيقته الرومانية فوستينا مع كريستيانه.(ص.663) وصفت الباحثة سيغريد دام الزوجين بأنهما حسّيان وغارقان في الحب والخيال.
عندما كانت كريستيان حاملًا في الأشهر الأخيرة أراد غوته اصطحابها إلى المنزل الذي قدمه له الدوق في البلدة، ولكن بناءً على طلب الدوق ومراعاة لمجتمع فايمار، انتقل غوته معها إلى شقة خارج بوابات المدينة.(ص.355) ومع أن غوته لم يعترف رسميا بأبوته لطفلهما أغسطس والتر الذي ولد في الخامس والعشرين من ديسمبر 1789، لم يسجل الطفل ولم يُدرج على أنه غير شرعي. ولد لهما أربعة أطفال آخرون توفوا جميعا بعد الولادة بأيام قليلة. في عام 1792 سمح لهما الدوق بالانتقال إلى المنزل الواقع في داخل البلدة، الذي كان بإمكان غوته وكريستيان العيش فيه بدون إيجار، ولاحقاً نقل الدوق ملكيته إلى غوته في عام 1749 امتناناً لمرافقته له في حملات حروب الأعوام 1792 و1793 ضد فرنسا.(ص.145، 251)
ظلت كريستيانه المتدنية التعليم والقادمة من عائلة فقيرة محرومة من الدخول في مجتمع فايمر الذي كان غوته جزءاً منه، وزاد من تعقيد الموضوع أنها لم تكن على علاقة «شرعية» به. غوته الذي تمسك بها بصفتها عشيقة لم يتزوجها حتى عام 1806 بعد أن أنقذته بتدخلها الشجاع من خطر قاتل عندما أوشك جنود فرنسيون على نهب منزله في فايمار عشية معركة يينا، وقد نقش غوته تاريخ هذه الليلة على خاتم الزواج.

### المهام الرسمية في فايمار
بعد عودته من إيطاليا أعفاه الدوق من معظم مهامه الرسمية، ولكنه احتفظ بمقعده في المجلس، وبالتالي بإمكانية التأثير السياسي، وتولى بصفته «وزيراً بلا حقيبة»(ص.742) عدداً من المهام الثقافية والعلمية منها إدارة مدرسة الرسم والإشراف على الأشغال العامة. كُمّا كلف بإدارة مسرح بلاط فايمار، وهي مهمة استغرقت الكثير من وقته، إذ كان مسؤولاً عن كل التفاصيل. بالإضافة إلى ذلك عمل غوته بصفة استشارية في شؤون جامعة يينا التي جذبت بفضل دعوته عددًا من الأساتذة المعروفين، مثل يوهان جوتليب فيشته، وجورج فيلهلم فريدريش هيجل، وفريدريش فيلهلم جوزيف شيلينغ، وفريدريش شيلر. في عام 1807 كلف غوته بالإشراف على الجامعة، وعمل في المقام الأول من أجل توسيع كلية العلوم الطبيعية.
في عيد ميلاده الأربعين صدرت أعماله الكاملة في ثمانية مجلدات من دار نشر غوشن، وسافر عام 1790 مجددا إلى إيطاليا حيث أمضى عدة أشهر في البندقية، ثم رافق والدة الدوق في العائدة من إيطاليا إلى فايمار في رحلة مرت في فيشنتسا وفيرونا ومانتوا،(ص.758، 768) وفي هذه الرحلة كتب "حِكم من البندقية"، وهي مجموعة من القصائد الساخرة عن الظروف الأوروبية «تجاوزت حدود التسامح الجمالي والأخلاقي في ذلك الوقت».(ص.188) في المقطع الرابع يشعر غوته بأنه «خدع» من قبل أصحاب الحانة ويفتقد «الصدق الألماني»، ويشتكي: «البلد جميل؛ لكن أوه! لن أجد فاوستينا مرة أخرى»، ويتوق بدلاً من ذلك إلى كريستيانه، «حبه» الذي تركه في فايمر.(ص.756- 766)

### مديرا لمسرح فايمار (1776-1817)
عام 1776 عُهد إلى غوته بإدارة عروض مسرح الهواة في بلاط فايمار، وكان المزاج السائد آنذاك تفضل الدراما الفرنسية والأوبرا الإيطالية. كان الممثلون في مسرح فايمار من الأرستقراطيين والبرجوازيين العاديين، أو أعضاء في البلاط بما في ذلك الدوق كارل أوجست وغوته نفسه، وكانت العروض تجري في أماكن مختلفة. كانت الممثلة والمغنية كورونا شروتر التي استقدمها غوته من لايبزيغ أول ممثلة محترفة في فايمار، وأدت عام 1779 مسرحية إيفيغينيا التي كانت النسخة النثرية من إيفيغينيه في تاوروس، وفي هذا العرض مثل غوته دور أوريستيس والدوق كارل أوغست دور بيلادس. وفي نفس العام وقع لأول مرة عقد مع فرقة مسرح محترفة.
عام 1791 قرر الدوق كارل أغسطس تأسيس مسرح بلاط فايمر 1791 وولّى غوته إدارته،(ص.444) وخلال السنوات الـ 26 التي عمل فيها مخرجاً، جعل غوته مسرح فايمار واحدا من المسارح الألمانية الرائدة، وفيه عرضت أيضا أعمال غوته المتعددة، وشهدت لاحقا عروض أعمال شيلر الدرامية مثل ثلاثية فالنشتاين، وماريا ستيوارت، وعروس مسينا وفلهلم تل الأولى. كذلك حول شيلر تراجيديا غوته إيغمونت إلى مسرحية عرضت على مسرح فايمار.
أعطى الدوق غوته حرية التصرف في إدارة المسرح، وهو ما فعله غوته بنهج أبوي إلى حد ما مع الممثلين والممثلات. وظل غوته في قيادة مسرح فايمر حتى عام 1817، عندما انسحب بعد خلاف مع الممثلة والمغنية القديرة كارولين ياغمان التي كانت تعمل في المسرح منذ عام 1797، التي قاومت أسلوبه الاستبدادي في القيادة. يرجع انسحاب غوته إلى ياغمان لم تكن فحسب بريما دونا بلا منازع جعلت مسرح فايمار يتألق، بل وأيضاً عشيقة الدوق الرسمية.

### غوته والثورة الفرنسية
في عام 1789 هزت الثورة الفرنسية نظام الحكم والدولة الأوروبي وجعلته موضع من قبل معظم معاصري غوته الفكريين (مثل فيلاند، وهيردر، وهولدرلين، وهيجل، وجورج فورستر، وبيتهوفن) الذين كانوا متحمسين لمُثل الحرية والإخاء التي انبثقت عنها. أما غوته فعارض الثورة منذ البداية واعتبرها. بالنسبة له كان ذلك «أفظع الأحداث»، ما عزز تصويره لدى البعض بصفته «خادماً للأمير».
مال غوته إلى الإصلاحات التدريجية بروح التنوير، وشعر بالنفور من الثورة بسبب التجاوزات العنفية التي تلتها. من ناحية أخرى رأى سببها في الظروف الاجتماعية في ظل النظام القديم. في وقت لاحق قال في حديث مع إيكرمان، «إن الانتفاضات الثورية للطبقات الدنيا هي نتيجة لمظالم الكبار». في الوقت نفسه، احتج على أن يُنظر إليه على أنه «صديق للقائم» لأنه يكره الثورات ورأى أن هذا: «توصيف غامض للغاية لا أقبله. فإذا كان كل ما هو موجود ممتازًا وجيدًا وعادلاً، فلن يكون لدي أي شيء ضده. ولكن نظراً لاحتواء القائم على الكثير من الخير والكثير من السوء والظلم والنواقص في نفس الوقت، فإن صديقه الحالي كثيرا ما يُوصف بصديق ما هو سيئ وعفا عليه الزمن».
في عام 1792 رافق غوته الدوق في حرب التحالف الأولى ضد فرنسا الثورية، ولثلاثة أشهر شاهد بؤس وعنف هذه الحرب التي انتهت بانتصار فرنسي، وهي تجربة لخصها في منشور «الحملة في فرنسا» (بالألمانية: Campagne in Frankreich). وبعد إقامة قصيرة في فايمار عاد في صيف عام 1793إلى الجبهة ليرافق الدوق في حصار ماينتس التي استعادها تحالف القوات البروسية النمساوية من اليعاقبة الألمان المتحالفين مع الجمهورية الفرنسية، بعد ثلاثة أشهر من الحصار والقصف.
في عام 1796 انضمت الدوقية إلى معاهدة السلام الفرنسية البروسية في بازل، وكانت سنوات السلام العشر التي أعقبتها فترة ازدهار كلاسيكية فايمر في خضم أوروبا التي مزقتها الحرب.

#### الثورة الفرنسية في شعر غوته
لاحقاً أشار غوته الذي رفض الثورة في البداية إلى أنه احتاج لسنوات عدة وكثير من الجهد «لمعالجة ما جرى شعريا من جذوره»،(ص.368) ووفقًا لروديجر سافرانسكي، عاش غوته الثورة بصفتها حدث أولي مثل اندلاع بركاني للحدث الاجتماعي والسياسي، ولم يكن من قبيل الصدفة أنه انشغل بدراسة ظاهرة البراكين الطبيعية في الأشهر التي تلت الثورة.(ص.369)
كتب غوته في مطلع التسعينيات تحت تأثير أحداث الثورة عددًا من الكوميديات الساخرة التي كانت مناهضة للثورة وللاستبداد في نفس الوقت: فنشر عام 1791 «جنرال المواطنين» (بالألمانية: Der Bürgergeneral)، وهي مسرحية من فصل واحد وكانت أول مسرحياته التي تناولت الثورة. وعلى الرغم كونها واحدة من أنجح مسرحياته وعرضت على مسرح فايمار أكثر من مسرحيتي تاسو وأيفيعيني، إلا أنه ابتعد عنها لاحقاً ولم يُدرجها في مجموعة أعماله الجديدة (بالألمانية: Neue Schriften) التي ظهرت في سبعة مجلدات في الفترة الواقعة بين 1792 إلى 1800.(ص.377) وكتب أيضًا كوفتا الكبير (بالألمانية: Der Groß-Cophta)، والأجزاء الأولى من «الغاضبون» (بالألمانية: Die Aufgeregten). كما يشير إلى تجارب غوته في تلك السنوات العمل الشعري «ثعلب راينكه» (بالألمانية: Reineke Fuchs)، وهو عبارة عن قصص بلسان الحيوانات تدور أحداثها في أواخر العصور الوسطى تعكس قسوة وأكاذيب وحقد الناس في مملكة الحيوان،(ص.380) وقد كتبه في الأعوام 1792 و1793، وواصل العمل عليه بينما كان لا يزال مع الجيش في حصار ماينز عام 1793.
كما شكلت الأحداث الثورية أيضا خلفية المجموعة القصصية «محادثات المهاجرين الألمان» التي كتبها غوته عام 1795، وفيها تناقَش الثورة في إطار الحبكة التي تدور حول لاجئين أرستقراطيين فروا من الثورة الفرنسية إلى ضفة نهر الراين الغربية، يحاولون التسرية عن أنفسهم بسرد قصص قصصًا في تقليد الرواية القصيرة الرومانية (جيوفاني بوكاتشيو). وكذلك في الملحمة الشعرية هيرمان ودوروتيه (1797) التي حظيت بشعبية واسعة، يتناول غوته مباشرة مع عواقب الثورة الفرنسية ومصير الناطقين بالألمانية على ضفة الراين الشرقية.

### أبحاثه في علم النباتات
في السنوات التي تلت عودته من إيطاليا كان غوته مهتمًا بشكل أساسي بأبحاث الطبيعة، وفي عام 1790 نشر محاولته لشرح تحولات النباتات، وهي دراسة من 86 صفحة قوبلت باهتمام ضئيل خلال حياة غوته، ولكنها جعلته لاحقا أحد أحد مؤسسي علم التشكل المقارن. وفي «القصيدة التعليمية حول تحولات النباتات» التي كتبها عام 1798 جمع غوته بين الشعر والبحث الطبيعي، حيث كانت هذه القصيدة موجهة إلى «المحبوبة» (كريستيان فولبيوس) وتقدم تعاليمه التشكّلية في صورة مكثفة. في تسعينيات القرن الثامن عشر، بدأ غوته أيضًا بحثه حول نظرية الألوان التي انشغل بها حتى نهاية حياته.

### المرثيات الرومانية
في أوائل تسعينيات القرن الثامن عشر نشر غوته المرثيات الرومانية وهي مجموعة من القصائد المثيرة للإعجاب والتي كتبها بعد فترة وجيزة من عودته من روما، وهي مكتوبة بأسلوب الشعر القديم وتندمج فيها ذكرى التجارب الثقافية والعاطفية في روما مع حبه الحسي والسعيد لكريستيانه فولبيوس. وقد نشرت عشرون من القصائد الأربع وعشرين في مجلة شيلر دي هورين عام 1795، ولم يحم غوته استبعاد القصائد الأربع الأكثر جرأة من استهجان مجتمع فايمار الذي اعتبر هذه المجموعة فاضحة.(ص.183- 186)

### غوته وشيلر

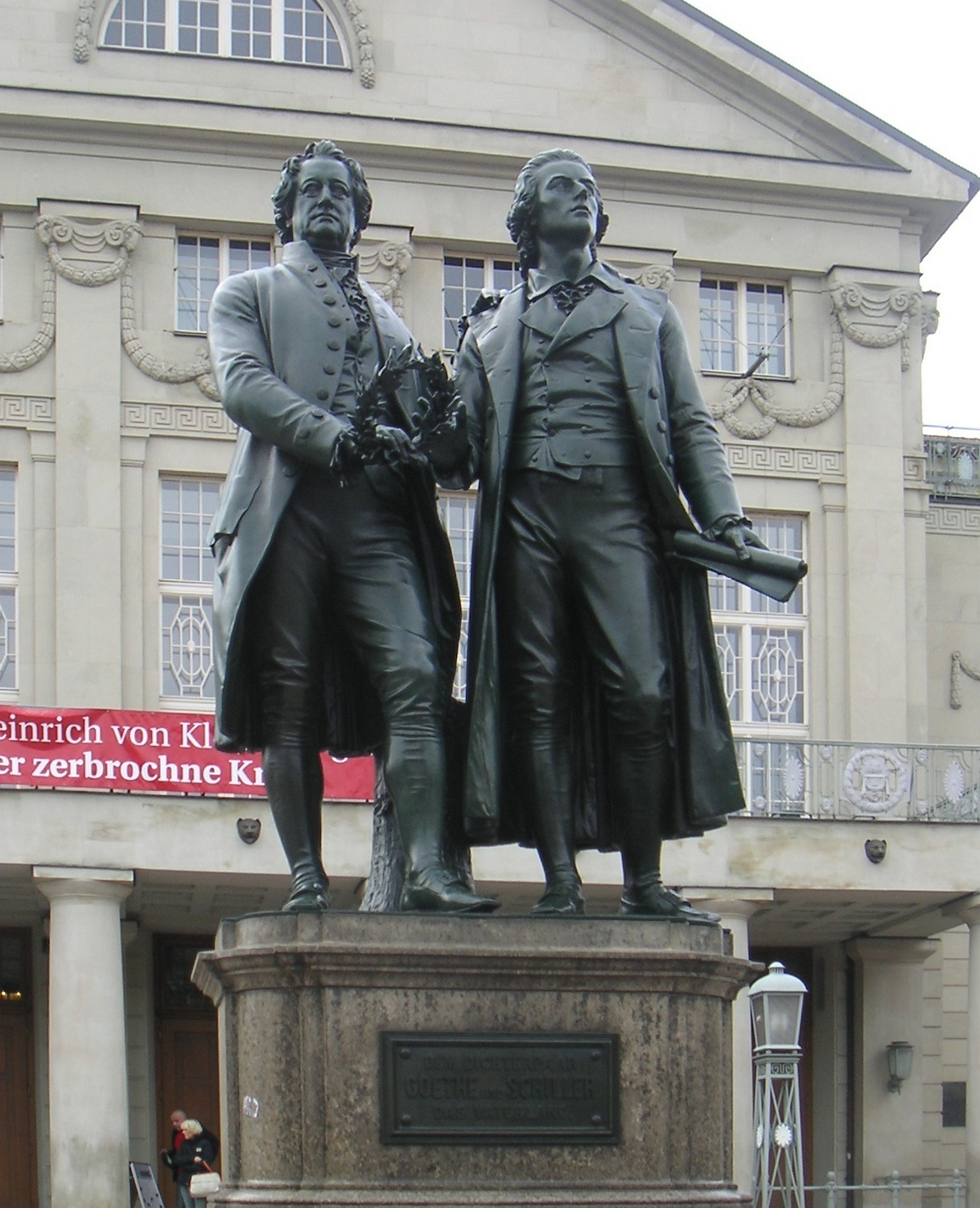
تمثال غوته وشيلر، في مدينة فايمار

كان كل من غوته وشيلر على اطلاع على أعمال الآخر قبل أن يلتقيا شخصياً لأول مرة في خريف عام 1788 في رودولشتات، فقد قرأ شيلر على الأقل غوتس فون بيريشنغن وآلام فيرتر عندما كان طالباً في مدرسة كارل في شتوتغارت، ورأى غوته مرة يقف إلى جانب الدوق كارل أويغن بصفته زائراً مع دوق فايمار لحفل تخرج فصله في عام 1780.(ص.103) في المقابل قرأ غوته مسرحية شيلر «اللصوص» ولم يعجبه كم العنف فيها، وعندما عاد من إيطاليا أدهشته الشهرة المتزايدة التي كان يحظى بها شيلر آنذاك. ولاحقا صار غوته يقدر شعر شيار الفلسفي وكتاباته التاريخية.(ص.389)
تقلبت تغيرت أحكام شيلر ومشاعره تجاه غوته بسرعة في البداية فوصفه عدة مرات بأنه «أناني بارد»، وتشير رسالة له إلى كريستيان كورنر إلى مشاعر متناقضة تجاه غوته: «أنا أكرهه.. على الرغم من أنني أحب روحه من كل قلبي». لاحقا وجد شيلر الصيغة الملائمة: «لا حرية في مواجهة الممتاز إلا الحب» (رسالة إلى غوته من 2. يوليو 1796).
حصل اللقاء الشخصي الأول في رودولشتات بترتيب من شارلوت فون لينجفيلد الذي أصبحت فيما بعد زوجة شيلر، ولم يكن هذا اللقاء حارّاً، وقد عبّر شيلر في رسالة إلى كورنر عن شكه «فيما إذا كنا سنقترب كثيراً من بعضنا البعض». بعد هذا اللقاء عين غوته شيلر في منصب أستاذية في جامعة يينا، بدون أجر في البداية.(ص.388)
عمل شيلر أستاذاً للتاريخ في جامعة يينا ابتداء من العام 1789، وفي يونيو 1794 الانضمام إلى فريق تحرير مجلة للثقافة والفن كان غوته ينوي تأسيسها، دي هورن.(ص.398) بعد موافقة غوته تواصلت اللقاءات بين الاثنين وكانت بمثابة تبادل مكثف للأفكار بينهما.(ص.396)
اتفق الشاعران في رفضهما للثورة وكذلك على توجههما للعصور القديمة باعتبارها أعلى مثال فني، كانت هذه بداية تحالف عمل مكثف استبعدت منه كل الاعتبارات الشخصية، ولكنه تميز في نفس الوقت بفهم عميق لطبيعة وطريقة عمل الآخر.
في المناقشة المشتركة للأسئلة الجمالية الأساسية، طور كلاهما مفهوم الأدب والفن الذي سيصبح «كلاسيكية فايمار»، للإشارة إلى الحقبة التاريخية الأدبية. وأخرج كل منهما الآخر من مرحلة ركود في عمله الأدبي، ويشير غوته إلى التأثير المحفز للعمل مع الشاب الذي يصغره بعشر سنوات: «لقد أعطيتني شاباً ثانياً وجعلتني شاعراً من جديد».
في السنة الأولى من مجلة دي هورن ظهرت المرثيات الرومانية أول مرة تحت عنوان «مرثيات» وبدون تسمية المؤلف، وتسبب نشرها بسخط «جميع النساء المحترمات» في فايمار، ودفع أيضا هردر إلى أن يقترح ساخرا كتابة اسم المجلة بحرفة الـ U، ليعني «المومسات» (بالألمانية: Die Huren). في الأعوام 1795 و1796 نشر شيلر في المجلة أطروحته «عن الشعر الحساس والشعر الفطري» في ثلاث حلقات، وهو تصنيف شعري ساهم بشكل كبير في صورتيهما الذاتيتين: غوته الفطري وشيلر العاطفي.
لعب الشاعران دوراً نظرياً وعملياً حيوياً في أعمال بعضهما البعض، وهكذا أثر غوته على ثلاثية شيلر المسرحية فالنشتاين، بينما رافق الأخير بصورة نقدية العمل في رواية غوته سنوات تعلّم فيلهلم مايستر، وشجعه على مواصلة فاوست.(ص.405- 407) ويعتبر بعض الكتاب المراسلات حول فيلهلم مايستر في الأعوام 1759-1796 ذروة العلاقة الفكرية بين غوته وشيلر.(ص.502)
عام 1797 نشر غوته وشيلر مجموعة مشتركة من القصائد الساخرة بعنوان هدايا المائدة، وفي العام التالي ظهرت قصصهما الأكثر شهرة، مثل صبي الساحر ودافن الكنز وعروس كورينت والرب والباجادير لغوته، والغطّاس ورانيق إبيكوس وخاتم بوليكراتس والقفاز والفارس توغنبورغ [الإنجليزية] لشيلر.
شكلت وفاة شيلر المفاجئة في 9 مايو 1805 ضربة لغوته أصابته بما يشبه الخدر. لم يحضر غوته الجنازة، وكتب إلى صديقه الموسيقي كارل فريدريش تسيلتر أنه فقد صديقاً ومعه «نصف وجودي».(ص.458، 465) كانت وفاة شيلر بمثابة نقطة تحول في حياة غوته، واعتبرها «وداعاً لذلك العصر الذهبي، حيث لم يكن الفن لفترة قصيرة من أجمل الأشياء فحسب، بل كان أيضاً أحد أهم الأشياء في الحياة»،(ص.463) وانتهت معها الفترة التكوينية لكلاسيكية فايمار.(ص.461)

## حياته المتأخرة (1805-1832)
بالإضافة إلى الخسارة الفادحة التي تعرض لها بوفاة شيلر عام 1805، عانى غوته من أمراض مختلفة (هربس نطاقي أو الحمرة في الوجه منذ 1801، مغص الكلى، نوبات قلبية)، كما كان قلقاً بشأن الوضع السياسي مع الحرب التي كانت في الأفق مع نابليون بونابرت، حيث تصور نفسه يتجول في ألمانيا مع دوقه يتسول ويطلب اللجوء. ومع ذلك، تميزت العقود الأخيرة من حياته بالإنتاجية الكبيرة وتجارب حب قوية.

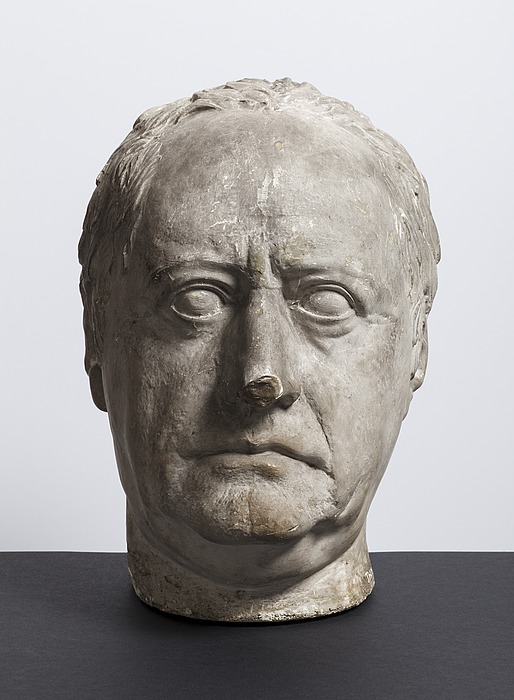
قناع جبصي لغوته من العام 1807

### أعماله الأخيرة ونظرية الألوان
استأنف غوته عمله في فاوست بُعيد وفاة شيلر، وساعد في ذلك ضغط دار النشر التي كان من المقرر أن النسخة الكاملة من جزء فاوست الأول في مجلدات أعماله الكاملة الثمانية لعام 1808.(ص.468)
لم يمنعه زواجه من كريستيانه غوته من إظهار عواطف تجاه مينا هرتسليب، بنت الثامنة عشرة التي كانت ابنة بائع كتب في يينا. يحلل البعض هذا الافتتان الذي قدمه غوته على أنه بديل عن «خسارة شيلر المؤلمة».(ص.467) ويمكن العثور على صدى لمشاعره في ذلك الوقت في روايته الأخيرة «التجاذب الاختياري» (1809)، التي جمع فيها بين الشعر والبحث الطبيعي، مستخدما. تم استخدام مصطلح «الألفة الكيميائية» للعناصر الدارج في الكيمياء المعاصرة، والذي تبناه غوته لمعالجة «طبيعة الجذب التي لا يمكن السيطرة عليها بالعقل» بين اثنين.
في يناير 1811 بدأ غوته كتابة سيرته الذاتية الرئيسية التي سيطلق عليها لاحقاً اسم «من حياتي: الشعر والحقيقة». وقد ساعدته في البداية بيتينا فون أرنيم التي احتفظت بسجلات لقصص والدته عن طفولة غوته وشبابه، ولكنه سرعان ما انفصل عنها بعد مشادة بينها وبين زوجته كرستيانه.(ص.585) ظهرت الأجزاء الثلاثة الأولى من السيرة الذاتية بين عامي 1811 و1814. ولم يظهر الجزء الرابع إلا بعد وفاته عام 183.

### غوته ونابليون

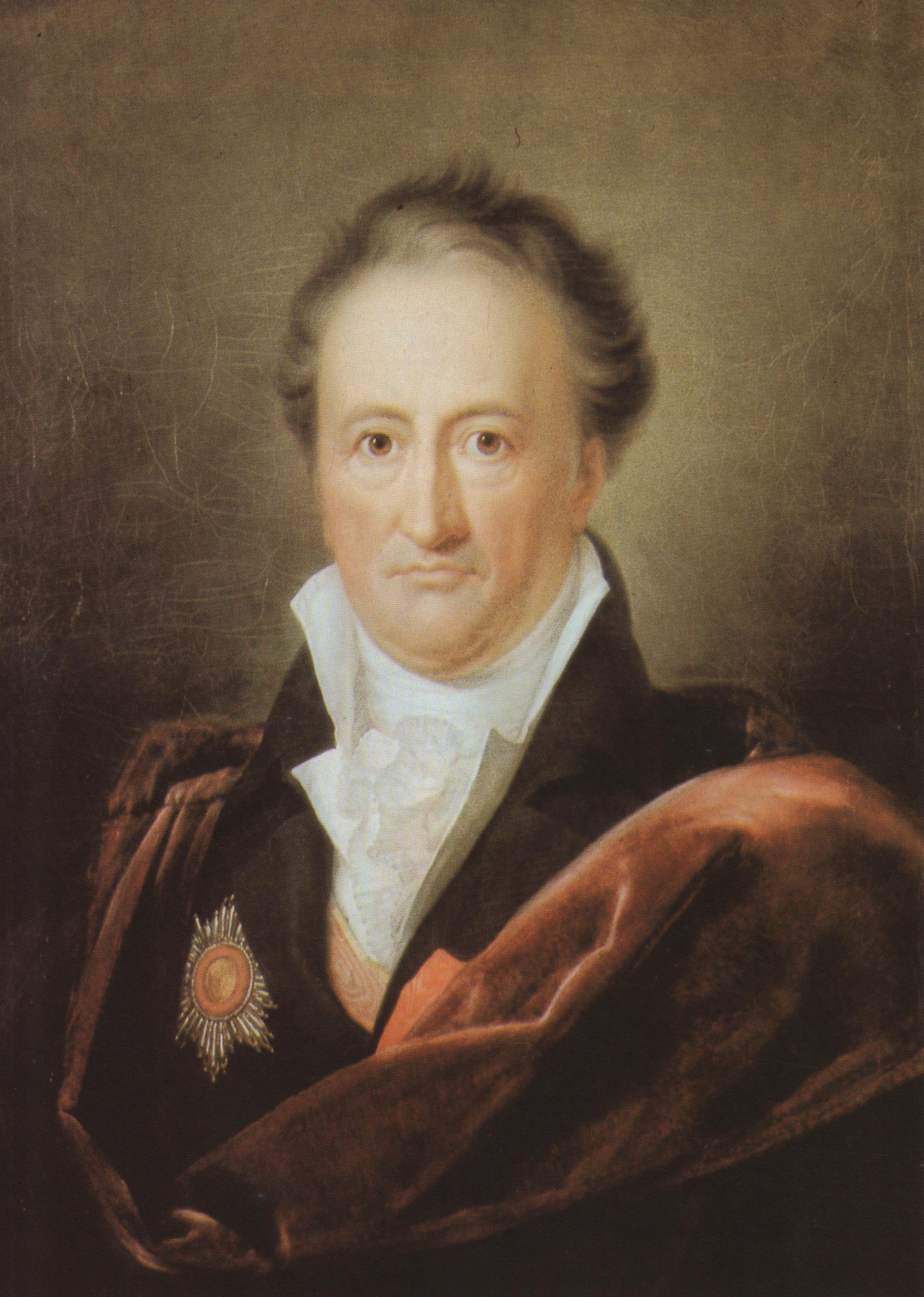
لوحة زيتية بريشة غيرهارد كيغلغن من العام 1810، يظهر فيها غوته متقلدا شريط جوقة الشرف الفرنسي على الكتف، ونجمة وسام القديسة آنا الروسي

ظل غوته معجبا بنابليون حتى نهاية حياته، وكان يراه «واحداً من أكثر الأشخاص إنتاجية على الإطلاق»، و«كانت حياته خطوة لأنصاف الآلهة من معركة إلى معركة ومن نصر إلى نصر».
التقى غوته بنابليون مرتين في عام 1808، وقد جرى اللقاء الأول في 2 أبريل حين دعي وكريستوف مارتن فيلاند إلى لقاء خاص مع الإمبراطور على هامش مؤتمر الأمراء في إرفورت، عبر فيه نابليون عن تقديره له ولرواية آلام فيرتر. أما اللقاء الثاني فكان أيضا بمعية فيلاند في 6 أكتوبر في فايمار بمناسبة حفل في البلاط الملكي نال فيه كل منهما وسام جوقة الشرف الفرنسي، كما منحهما القيصر ألكسندر الأول (الذي كان حاضراً أيضاً في مؤتمر إرفورت) وسام القديسة آنا. وقد أزعج غوته معاصريه (وكذلك الدوق كارل أغسطس) بمواصلته ارتدائه وسام جوقة الشرف حتى في وقت الصحوة الوطنية ضد الحكم النابليوني في ألمانيا، وفي عام 1813 قال في محادثة: «بإمكانكم فقط هز السلاسل، فهذا الرجل أكبر من أن تكسروها».
بعد وفاة نابليون في 5 مايو 1821 في سانت هيلانة، كتب الشاعر الإيطالي ألساندرو مانزوني مرثية بعنوان «الخامس من مايو» (بالإيطالية: Cinque Maggio)، وقد أعجب بها غوته إلى درجة أنه ترجمها على الفور إلى الألمانية في قصيدة بنفس المستوى.

### غوته وبيتهوفن
قبل لقاء غوته ببيتهوفن عام 1812 في منتجع تبليتسه في بوهيميا، كان بيتهوفن قد لحّن عدة قصائد وأغان من أشعار غوته، كما ألّف عام 1810 افتتاحية مأساة «إيغمونت» بتكليف من البلاط الملكي في فيينا، التي تعد إجلالا لبطل مسرحية غوته باعتباره مثالاً للإنسان البطل، وقد أرسل بيتهوفن نوطات العمل إلى غوته باحترام كبير.
جرت عدة لقاءات في تبليتسه، وأعجب غوته ببيتهوفن الذي قدم أيضًا عزفًا على البيانو. في مساء أول لقاء كتب غوته لزوجته: «لم أرَ قط فناناً أكثر تركيزاً ونشاطاً وحميمية»، وكتب إلى تسيلتر: «أنا مندهش من موهبته، لكنه للأسف شخصية جامحة تماماً وهو ليس مخطئاً على الإطلاق عندما يرى العالم بغيضاً، لكنه بذلك لا يجعله أكثر إمتاعاً لنفسه أو للآخرين». ولم يكن بيتهوفن أقل انتقاداً، إذ كتب بعد هذا اللقاء إلى ناشره غوتفريد هيرتل:«إن غوته يحب هواء القصور أكثر بكثير مما ينبغي لشاعر». تبادل الاثنان لاحقا الرسائل، ولكنها ظلت ذات طابع رسمي.(ص.590)

### ديوان الغرب والشرق
بدأ اهتمام غوته بالمشرق في مرحلة ستراسبورغ بتأثير من صديقه هردر، وفي تلك الفترة قرأ غوته القرآن في ترجمة ماراسيوس اللاتينية وترجم بعض الآيات إلى الألمانية (الآيات 74-79 من سورة الأنعام)، كما أطلع على الأشعار والملاحم العربية، وأعجب بشدة بشعر الفارسي حافظ الشيرازي وأصدر ترجمة جديدة لديوانه، كما تأثر بأبي تمام، والمعلقات السبع فترجم بعضها إلى اللغة الألمانية عام 1783 بمساعدة هردر، مثل معلقة امرئ القيس التي ترجم منها 61 بيتا، وقرأ لفحول الشعراء مثل امرؤ القيس، طرفة بن العبد، عنترة بن شداد، زهير بن أبي سلمى وغيرهم. وشرع أيضا في تلك الفترة بكتابة مسرحية عن النبي محمد لم تكتمل، كما وتأثر بعدد من الشعراء مثل المتنبي الذي تظهر بعض ملامح أشعاره في رواية فاوست.
احتفظ غوته بمسافة من الثورة الوطنية ضد الحكم الفرنسي، وانصرف في تلك الفترة إلى دراسة المشرق، فتعلم بعض العربية والفارسية، وقرأ ديوان الشاعر الفارسي محمد شمس الدين حافظ في ترجمة المستشرق النمساوي يوزيف فون هامر بورغشتال، وقد وضعته هذه الدراسات الشرقية في حالة «ابتهاج إبداعي» أشار إليه لاحقًا باسم «المراهقة المتكررة»، فكتب الكثير من القصائد بنبرة حافظ المرحة والخفيفة خلال فترة زمنية قصيرة(ص.546- 548).
في صيف عام 1814، سافر غوته إلى نهر الراين ومنطقة ماين، وفي فيسبادن، التقى بصديقه القديم المصرفي ومروج المسرح الفرانكفورتي يوهان جاكوب فون ويلمر، وتعرف إلى شريكته ماريانه يونغ التي كانت تصغره بكثير. وقع غوته ابن الخامسة والستين عاما في حب الفتاة الشابة وأصبحت ملهمته وشريكته في شعر الديوان الغربي الشرقي الذي صدر في في 12 كتاب وموضوع، ونشأ عبر المراسلات الأدبية العاطفية التي نشأت بين الاثنين في ذلك العام.(ص.551، 562) ضمنت القصائد التي ألّفت خلال أسابيع فرانكفورت بشكل أساسي في فصل «زليخة» (بالألمانية: Suleika). ولم يُكشف عن مشاركة ماريانه في كتابة الديوان حتى العام 1859، حيث أخبرت هيرمان غريم أن بعض قصائد الحب المدرجة في هذه المجموعة كانت منها. في عام 1816 انقطع غوته عن زيارة ماريان ومراسلتها، وترك الديوان الغربي الشرقي غير مكتمل لبعض الوقت، ثم أكمله في عام 1818.(ص.563)

ظهر الديوان في الأعوام 1816-1818 على دفعات، ثم نشر في كتاب واحد عام 1819، ويقسم إلى 12 فصلا بعناوين فارسية مع ترجمتها الألمانية، ويحمل عنوانا عربيا هو «الديوان الشرقي للمؤلف الغربي»، ويتجلى فيه حوار الشاعر مع القرآن والشعر الصوفي، ويفتتحه غوته بقصيدة «هجرة»:
الشمال والغرب والجنوب تتناثر
وعروش تنفجر وممالك تتزعزع
فلذ أنت بالشرق الطاهر
لتنعم بنسيم الآباء الأقدمين
هناك حيث الطهر والنقاء
أريد أن أنفذ إلى أعماق الأصول
أجناس البشر
حيث تلقوا من الله
تعاليم السماء بلغة الأرض

ولم يكذبوا أذهانهم
في كتابه «المدرسة الرومانسية» مدح هاينريش هاينه مجموعة القصائد، مشيراً إلى أن غوته قد وضع فيها «أكبر استمتاع ثمل بالحياة في أبيات شعرية، وهي خفيفة جداً، ومرحة جداً، وتلقائية جداً، لدرجة أن المرء يتسائل كيف يمكن شيء كهذا في اللغة الألمانية».

### أعوامه الأخيرة
توفيت زوجته كريستيانه في يونيو 1816، وبعد وفاتها أصبح غوته أكثر ميلا للعزلة، واعتنت به زوجة ابنه أوتيلي فون بوغوفيتش. وبخلاف مخاوف غوته خرجت دوقية فايمار عام 1813 منتصرة من الحرب ضد نابليون، وسمح لكارل أغسطس أن يطلق على نفسه لقب «صاحب السمو الملكي»، وحصل غوته في ديسمبر 1815 على لقب وزير دولة. وفي عام 1817 أعفي من إدارة مسرح البلاط.
في تلك الفترة نظم غوته كتاباته ومخطوطاته، وازداد نشاطه الكتابي بحدة مع الوعكة الصحية التي تعرض لها عام 1823، وكرس حياته للعمل، فاستأنف كتابة الجزء الثاني من فاوست. لم يسمح له وضعه الصحي بالكتابة بنفسه ولم يكن قادراً على التعامل مع المراسلات المكثفة، فلجأ إلى الإملاء وعهد بمعرفته إلى الشاعر الشاب يوهان بيتر إكرمان الذي ظل ملازما له وكرس كل جهوده لخدمته على الرغم من قلة المردود المالي الذي حصل عليه، وقد عينه غوته وصيا على تحرير ونشر أعماله بعد وفاته.(ص.626)

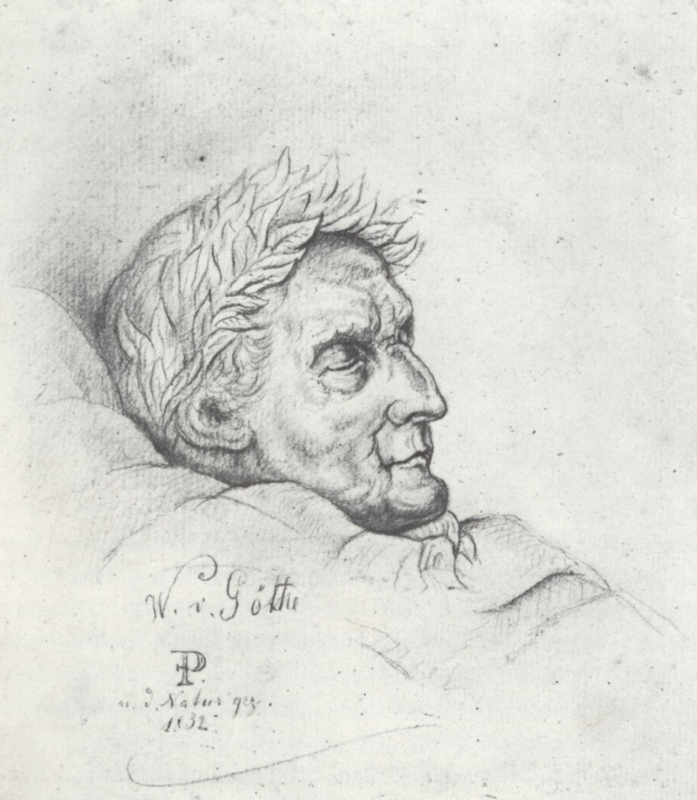
غوته ميتا ومكللا بالغار يوم 26 مارس 1832 - بقلم رصاص فريدريش بريلر

## وفاته
توفي في 22 مارس 1832، بسبب نوبة قلبية على الأرجح ودفن في سرداب فايمار الأميري.
يشكك المؤرخون بمقولة أن كلماته الأخيرة كانت «مزيد من الضوء!» حقيقية، فمصدرها هو طبيب عائلته، كارل فوغل، الذي لم يكن حاضراً في ساعات غوته الأخيرة.

## أهم أعماله
تتنوع أعمال غوته في مجالات مختلفة، وأهمها أعماله الأدبية، وله بالإضافة إلى ذلك حوالي 3000 لوحة مرسومة، وإدارة مسرح وإخراج طيلة 26 عامًا في فايمار، وتخطيط معماري للبيت الروماني في حديقة إيلم،(ص.7)(ص.534) وتحتوي أعماله على وجهات نظره حول الطبيعة والدين وفهمه الجمالي الذي يتخللها.

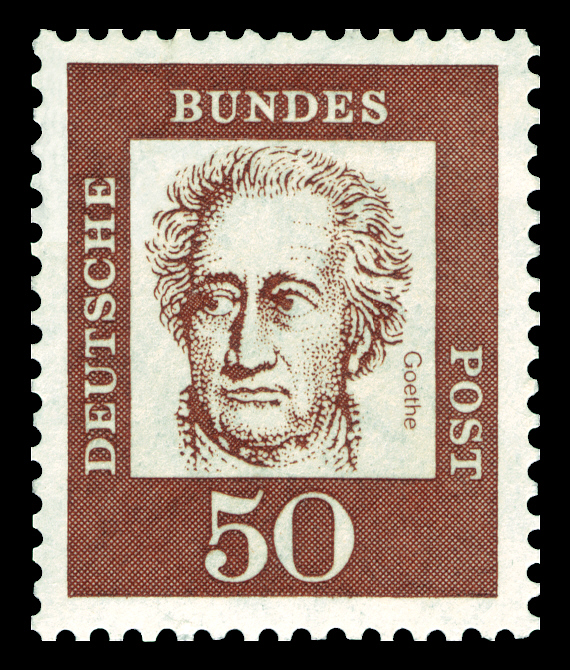
طابع بريدي ألماني غربي من مجموعة «شخصيات ألمانية» - 1961

### الشعر
كتب غوته الشعر من شبابه حتى مماته، وترك بصمته على حركات أدبية في ذلك العصر مثل «العاصفة والاندفاع» و«كلاسيكية فايمار»، ونال جزء كبير من شعره اعترافاً عالمياً، ويعد ركناً في الأدب المكتوب بالألمانية.
على مدار 65 عاماً كتب غوته أكثر من 3000 قصيدة، ظهر بعضها بصورة مستقلة، وبعضها في دواوين مثل المرثيات الرومانية، والسوناتات (بالألمانية: Sonettenzyklus)، والديوان الغربي الشرقي، أو ثلاثية العشق (بالألمانية: Trilogie der Leidenschaft). يُظهر العمل الغنائي مجموعة مذهلة من الأشكال والتعبيرات ويتناسب مع اتساع التجربة الداخلية. بالإضافة إلى القصائد الطويلة التي تتكون من عدة مئات من الأبيات، هناك أيضا قصائد ذات بيتين (مربّعات)، بالإضافة إلى أبيات ذات تعقيدات لغوية واستعارات، وأقوال بسيطة، بالإضافة إلى قصائد على الطراز الكلاسيكي، ومقاطع غنائية أو ساخرة، وقصائد غير مقفاة وبإيقاعات حرة. من خلال أعماله الغنائية. من الممكن القول أن غوته في مجموع أعماله قد صقل القصيدة الناطقة بالألمانية وترك نماذج معيارية لمن جاء بعده من الشعراء.
في إنتاجه الشعري جمع غوته ببراعة وتوازن وتلقائية بين جميع الأشكال الشعرية المعروفة في الأدب العالمي القديم والمعاصر. لم يتعامل غوته مع قصائده بترتيب زمني عندما كان يجمعها في دواوين، بل جمعها وفقاً لمعايير التماسك الموضوعي، حيث يمكن أن تكمل القصائد الفردية بعضها البعض أو تتعارض. وهذا يطرح مشاكل كبيرة في الأبحاث حول شعر غوته عندما يتعلق الأمر بنشر عمله الشعري في طبعات كاملة ونقدية. تقدم طبعة هامبورغ «قصائد وملاحم»التي حققها عالم الألمانيات إيريك ترونتس [الألمانية] (1905-2002) تصنيفاً منهجياً مقبولاً، إذ تنقسم إلى إلى مجلدين، وبقدم الأول بترتيب زمني بعض الشيء قصائده المبكرة من مرحلة «العاصفة والاندفاع» وقصائد فترة النضوج وقصائد مرحلة كلاسيكية فايمار والأشعار المتأخرة، بينما يحتوي المجلد الثاني على الديوان الغربي الشرقي والثعلب راينكه، وهيرمان ودوروثيا، وأخيليس.

### الأعمال الملحمية

#### آلام فيرتر
كانت روايته الأولى آلام فيرتر واحدة من أعظم النجاحات في تاريخ الأدب الألماني، وقد استخدم فيها أسلوب الرواية الرسائلية السردي الذي كان سائدا في القرن الثامن عشر. ولكنه كان متطرفا في هذا النوع من خلال عدم تصويره لتبادل رسائل بين الشخصيات، ولكن بكتابة رواية تقوم على رسائل من طرف واحد (مونولوغ). من خلال التناول الحساس لقصة حبه التي لم تتحقق مع شارلوت بوف في فيتسلار أطلق غوته نموذجاً يحتذى، فصارت أزياء فيرتر موضة، وارتدى الناس مثل ملابسه (معطف أزرق، بنطلون أصفر، حذاء بني)، وصاروا يقلدونه في الحديث والكتابة، وكان هناك أيضاً الكثير ممن قلدوه في الانتحار (انظر الانتحار بالتقليد). دان غوته بسمعته الأوروبية المبكرة لهذه الرواية، والتي أصبحت متوفرة بمعظم اللغات الأوروبية بحلول عام 1800،(ص.208) وحتى نابليون رغب في لقائه التاريخي مع غوته في 2 أكتوبر 1808 في إرفورت بالحديث عن هذا الكتاب.

#### فيلهلم مايستر
تحتل روايات فيلهلم مايستر موقعاً مركزياً في عمل غوته الملحمي، ويعتبر الرومانسيون رواية سنوات تعلّم فيلهلم ميسترز لهرجير حدثاً تاريخياً وأنموذجاً للرواية الرومانسية،(ص.354) في حين رآها الكتاب الواقعيين على أنها «فاتحة لتاريخ» رواية التعلم أو والرواية التربوية في اللغة الألمانية، وخدمت على وجه الخصوص الكتاب الواقعيين مثل كارل إيمرمان وغوتفريد كيلر وأدالبرت شتيفتر، ولاحقا فيلهلم رابه وثيودور فونتان أنموذجاً لإعادة الإنتاج الشعري للواقع الحقيقي. من ناحية أخرى تبدو رواية «سنوات ترحال فيلهلم مايستر» عملاً فنياً حداثياً للغاية نظرًا لشكلها المفتوح وميلها إلى الاستغناء عن المثال المرتبط بالمحتوى، القائم على بطل مركزي وراوٍ عليم بكل شيء، وهي بذلك تمكن القارئ من تلقيها بصور مختلفة. أما رسالة فلهلم مايستر المسرحية، التي نُشرت بعد وفاته بعقود (1911)، وهي أجزاء من محاولات كتابة فلهلم مايستر الأولى، فهي أقرب إلى تيار «لعاصفة والاندفاع» الأدبي وتصنَّف نوعاً من المسرح أو «الرواية الفنية»، وقد ظهرت في وقت كان فيه كان الرومانسيون قد تلقوا بالفعل تدريب فيلهلم مايستر على هذا النوع.

#### التجاذب الاختياري
في وصف غوته في إحدى محادثاته رواية لتجاذب الاختياري بأنها «أفضل كتبه». وفيها يجمع غوته في نوع من الترتيب التجريبي يجمع بين أربعة أزواج ويصوغ مصيرهم المرتبط بالطبيعة وفقاً لنموذج قوى التجاذب والتنافر الكيميائية جاعلاً إياها قانوناً في العلاقات بين الزوجين. تتناول الرواية التناقض بين الشكليات الأخلاقية في الحياة والعواطف الغامضة، وتتشابه مع روايته الأولى آلام فيرتر في ادعاء «الحب غير المشروط، بل اللامبالي» لدى واحدة الشخصيات الرئيسية (إدوارد)، الذي يقف على نقيض «التضحية» لدى للآخرين.(ص.529) وقد اعتبر توماس مان هذه الرواية «أكثر أعمال غوته مثالية». تعد الرواية كذلك عمله الكبير الوحيد الذي، وفقاً لشهادة غوته نفسه، حاول تقديم فكرة شاملة، وافتتحت سلسة من الروايات الأوروبية التي تناولت «الخيانة الزوجية» مثل مدام بوفاري، وآنا كارنينا وإيفي بريست [الإنجليزية] وتعرض للانتقاد باعتباره غير أخلاقي، على الرغم من أن المؤلف لم يتجاوز تخيّل ارتكاب الزنا.

#### الرحلة الإيطالية
ليس دقيقاً تصنيف «الرحلة الإيطالية» الذي نشره غوته بعد عقود من رحلته على أنه أدب رحلات، بل هو تصوير للذات في لقاءات مع المكان، أوقطعة من السيرة الذاتية، وقد ظهرت طبعته الأولى بالفعل في 1816-1817 بصفة «القسم الثاني» من سيرته الذاتية من حياتي، في حين احتوى القسم الأول «الخيال والحقيقة». يقوم العمل الرسائل التي أرسلها غوته من إيطاليا إلى كل من شارلوته فون شتاين وهردر واستخدمها لاحقاً في تحرير النص، ولم ينشر العمل كاملا حتى عام 1829، تحت عنوان الرحلة الإيطالية الذي احتوى على جزء ثان هو «إقامة رومانية ثانية».
في الشعر والحقيقة عمل غوته في العقد الأول من القرن التاسع عشر على كتابة سيرة ذاتية كبيرة، كان مفهومها الأصلي عبارة عن تاريخ تعليمي للشاعر وتحولاته، ولكنه واجه في الجزء الثالث أزمة مع نموذج التفسير هذا، فاستبدلها بفئة «الشيطاني»، التي سعى بها إلى التقاط ما لا يمكن السيطرة عليه في سياق طبيعي وتاريخي طاغٍ، ولم يتجاوز هذا العمل وصف الطفولة والشباب والدراسة والنجاحات الأدبية الأولى.

### الدراما
كتب غوته أكثر من عشرين عملاً درامياً، منها غوتس فون برليشنغن، وكلافيغو، وإيغمونت، وستيلا، وإيفيغينيه في تاورس، وتوركواتو تاسو، وبالطبع فاوست التي ظلت بجزئيها من كلاسيكيات المسرح الألماني إلى اليوم. وعلى الرغم من أن مسرحياته تشمل مجموعة كاملة من الأشكال المسرحية: قصص الرعاة، المهزلة، السخرية، الكوميديا، الدراما البطولية، المأساة، تشكل الدراما والمآسي الكلاسيكية المحور الرئيسي في إنتاجه الدرامي، وقد أصبحت ثلاث من مسرحياته معالم بارزة في الأدب الدرامي الألماني.

#### غوتس من برليشنغن
حقق غوته بدراما غوتس من برليشنغن، ابنة حركة «العاصفة والاندفاع» اختراقاً مسرحياً كبيراً وأصبح مشهوراً بين عشية وضحاها، ورأى فيه معاصروه «شيئاً من روح شكسبير»، وحتى «شكسبير الألماني»،(ص.175) تتشابه معها تراجيديا إيغمونت التي تدور حول حول شخصية مهيمنة واحدة، تعمل أيضاً وكيلاً للمؤلف، الذي كان يرى أعماله «أجزاء من مذهب عظيم».
رفض غوته، نظرية يوهان كريستوف غوتشيد المسرحية التي كانت تركز على الدراما الكلاسيكية الفرنسية (في المقام الأول بيير كورني وجان بابتيست راسين)، كما رفضها قبله إفرايم ليسينغ. بعد أن عرّفه هردر في ستراسبورغ إلى مسرحيات شكسبير، بدت له وحدة المكان والحركة التي طالب بها بغوتشيد وفقاً لأرسطو سجنا وقيودا للمخيلة تتنافى مع منطق «العاصفة والاندفاع».(ص.99) وبقصة غوتس فون بيرليشينغن حصل غوته على مادة وطنية ألمانية «تتوافق مع مادة شكسبير الوطنية الإنجليزية». ولم يجرؤ غوته لاحقا على استخدام الشكل الدرامي المفتوح المختار في غوتس إلا في فاوست.(ص.144)

#### فاوست
عمل غوته على مأساة فاوست لأكثر من ستين عاماً، وعدها أحد خبراء فاوست «ملخصا لشعره». مع فاوست تناول غوته مادة عصر النهضة حول الغطرسة البشرية وركزها على السؤال عما إذا كان من الممكن التوقيق بين السعي وراء المعرفة والرغبة في السعادة. أطلق هاينريش هاينه على مسرحية فاوست «إنجيل الالمان العلماني»، وأشاد الفيلسوف هيجل بالدراما ووصفها بأنها «مأساة فلسفية مطلقة»، حيث«عدم الرضا عن العلم من ناحية، وحيوية الحياة الدنيوية والمتعة الأرضية من ناحية أخرى... يعطيان اتساعاً في المحتوى، لم يجرؤ على مثله في نفس العمل شاعر درامي آخر من قبل».
تحول فاوست بعد تأسيس الإمبراطورية الألمانية إلى أسطورة وطنية، «تجسد الشخصية الألمانية والإحساس الألماني بالرسالية»، أما التفسيرات الحديثة فلا تقبل تفاؤل الفاوستيين التقليدي الذي يقتدي بأنموذج قائم على الرغبة المستمرة في الكمال، وتشير بدلا من ذلك إلى «حظر الراحة» و«الإكراه على الحركة»، في شخصية حديثة لـ«فاوست للاعب العالمي».
أما الأعمال الدرامية اللاحقة فقد اقترب غوته تحت تأثير ليسينج من الدراما البرجوازية (ستيلا، كلافيغو)، وعاد إلى اتخاذ الأشكال الكلاسيكية، التي تظهر واضحة في إيفيغييه، حيث يحافظ على وحدة المكان (البستان أمام معبد ديانا) والزمان.

### كتابات في الفن والأدب
تناول غوته بداية من أعماله المبكرة أسئلة الفن والأدب، فعلى سبيل المثال كتب في أوائل سبعينيات القرن الثامن عشر خطاب في يوم شكسبير (1771)، كما تناول كتابه في فن العمارة الألماني (1772) كاتدرائية ستراسبورغ وبانيها إرفين فون شتاينباخ.(ص.143) في وقت لاحق كتب تقييماً مفصلاً للوحة دافنشي «العشاء الأخير»(1818)، أهمل فيه الطابع القداسي للعمل واستخدمه مثالا لإظهار الاستقلال الفني بقوانينه الداخلية الخاصة.
كتب غوته كذك الكثير من الأعمال النظرية حول الفن والأدب، مثل مقال حول لاوكون نُشر في المجلد الأول من مجلته «بروبيلين» (بالألمانية: Propyläen) في عام 1798، وترجمة السيرة الذاتية لفنان عصر النهضة الإيطالي بينفينوتو تشيليني نشر عام 1803، كما نشر كتابا من مجموعة مقالات حول فينكلمان وعصره (بالألمانية: Winckelmann und sein Jahrhundert). كما أكد كتاب «رسائل ومقالات» الذي حرره عام 1805 وتضمن تصويرا لشخصية فينكلمان وأعماله، بالإضافة إلى الكثير من المقالات حول الأدب الأوروبي وغير الأوروبي فكرة غوته عن الأدب العالمي الناشئ.

### رسائل
ما زالت حوالي 12,000 رسالة من غوته و20,000 رسالة إليه محفوظة إلى اليوم،(ص.7، 108) وتضمن المراسلات المهمة بين غوته وشيلر بمفردهما على 1015 رسالة محفوظة، كما أرسل غوته حوالي 1500 رسالة إلى شارلوته فون شتاين.(ص.203)

### الرسومات
مارس غوته الرسم طوال حياته، وكان يفضل استخدام قلم الرصاص والفحم والطباشير والحبر الملون، كما رسم بتقنية التنميش وما زالت بعض نقوشه المبكرة محفوظة.(ص.84) كانت موضوعاته المفضلة هي الوجوه والمشاهد المسرحية والمناظر الطبيعية، وقد أنتج المئات من الرسومات خلال رحلته الأولى إلى سويسرا عام 1775 وفي رحلته إلى إيطاليا في الاعوام 1786-1788. في روما علمه زملاؤه الفنانون الرسم المنظوري وحفزوه على دراسة علم التشريح البشري الذي تلقى فيه دروسا لدى الجراح الشهير يوهان لوبشتاين [الألمانية].

### ترجمات
ترجم غوته إلى الألمانية أعمالاً مهمة من الفرنسية (فولتير وكورنيل وجان راسين وديدرو ودي ستايل)، والإنجليزية (شكسبير وماكفيرسون واللورد بايرون) والإيطالية (بينفينوتو سيليني ومانزوني)، والإسبانية (كالديرون) واليونانية القديمة (بندار وهوميروس وسوفوكليس ويوريبيدس)، كما ترجم من الكتاب المقدس سفر نشيد الأنشاد.

## ترجمات إلى العربية

غلاف كتاب فاوست، ترجمة محمد عوض محمد

بدأت ترجمة أعمال غوته إلى اللغة العربية في بداية القرن العشرين بترجمة أحمد رياض لرواية آلام فيرتر التي ظهرت في القاهرة عام 1919، وقد تبعتها ترجمات أخرى لهذه الرواية ولمسرحية فاوست على أيدي عدد من المترجمين، أهمهم إسماعيل كامل، ومحمد عوض محمد، ومحمد عبد الحليم كرارة، وسهيل أيوب، وعبد الرحمن البدوي، وعبد الغفار مكاوي، وقد أنجزت هذه الترجمات من الألمانية مباشرة أو نقلاً عن الترجمات الإنكليزية أو الفرنسية.

### فاوست
- محمد عبد الحليم كرارة، وقد ترجمها ترجمة نثرية، وصدرت عن منشأة المعارف، الإسكندرية، 1959
- محمد عوض محمد، وقد ترجمها مباشرة عن اللغة الألمانية، وظهرت بمقدمة مفصلة بقلم طه حسين، وقد صدرت عن لجنة التأليف والترجمة والنشر، القاهرة، 1971، ISBN 9789774795364
- عبد الرحمن بدوي، وقد ترجمها عن الألمانية وظهرت عام 1989 على ثلاث حلقات في سلسلة «من المسرح العالمي» الصادرة عن وزارة الثقافة الكويتية، كما ظهرت في طبعة جديدة في سلسلة «أعمال خالدة»، 3، دار المدى، دمشق، 1998
- سهيل أيوب، وقد ترجمها عن ترجمتها الإنكليزية مع الاستعانة بالترجمة الفرنسية، ويعدها بعض النقاد الترجمة الأكثر دقة لهذه المسرحية،[AR 8] وقد صدرت عن دار الينابيع، دمشق، 1981.

### آلام فيرتر
بعد ترجمة أحمد رياض الأولى التي صدرت عام 1919 عن مطبعة التقدم في القاهرة، ظهرت عدة ترجمات لهذه الرواية كان معظمها عن الإنكليزية أو الفرنسية، وأهمها:
- أحمد حسن الزيات، عن الفرنسية، بمقدمة من طه حسين، صدرت عام 1924، وأعادت طباعتها لاحقاً عدة دور نشر، منها لجنة التأليف والترجمة والنشر، القاهرة، 1961، ودار القلم، بيروت
- عمر عبد العزيز أمين، دار الجيب، القاهرة 1927 / الدار القومية للطباعة والنشر، القاهرة، 1961
- نخلة ورد، مطبعة العلوم والآداب، دمشق، 1950.
- نظمي لوقا، روايات الهلال 346، دال الهلال، القاهرة، 1977
- فؤاد فريد، سلسلة القصص العاملية للجميع، دار الشرق العربي، بيروت
- عبد الرحمن بدوي
- نجم والي، عن الألمانية، دار نشر صفصافة، الجيزة، 2015، ISBN 977-5154-48-0.

غوتس فون برليشنغن
- مصطفى ماهر، القاهرة، 1975
- عبد الرحمن بدوي، سلسلة من المسرح العالمي 117، وزارة الإعلام، الكويت، 1979

### توركواتو تاسو
- عبد الغفار مكاوي، صدرت عام 1967 / طبعة حديثة عن مؤسسة هنداوي، المملكة المتحدة، 2020، ISBN 978-1-5273-2068-0
- عبد الرحمن بدوي، سلسلة من المسرح العالمي 132، وزارة الإعلام، الكويت، 1979

### أعمال أخرى
- الأنساب المختارة: عبد الرحمن البدوي، دار الأندلس، بيروت، 1980
- الديوان الشرقي: عبد الرحمن بدوي، المؤسسة العربية للدراسات والنشر، بيروت، 1980
- هرمن ودورتيه: محمد عوض محمد، دار طلاس، دمشق، 1985
- ثلاث مسرحيات: شتيلا، أم وأخت، بروميثيوس، مصطفى ماهر، المجلس الأعلى للثقافة، القاهرة، 1988
- مختارات شعرية ونثرية: أبو العيد دودو، منشورات الجمل، ألمانيا، 1999

### باللغة العربية
1. ↑  بركة، محمد سيد (14 أغسطس 2015). "الديوان الشرقي للمؤلف الغربي.. غوته المتيم بالإسلام". البيان. مؤرشف من الأصل في 2018-03-07. اطلع عليه بتاريخ 2022-02-25.{{استشهاد ويب}}:  صيانة الاستشهاد: BOT: original URL status unknown (link)
2. 1 2 3 4  ماهر، مصطفى (1 نوفمبر 1979).  كتب في الفيصل. "الديوان الشرقي الغربي". الرياض: مركز الملك فيصل للبحوث والدراسات الإسلامية ع. 30: 61–66. مؤرشف من الأصل في 2022-02-24. اطلع عليه بتاريخ 2022-02-24. {{استشهاد بدورية محكمة}}: الاستشهاد بدورية محكمة يطلب |دورية محكمة= (مساعدة)
3. ↑  "الديوان الشرقي للمؤلف الغربي.. غوته المتيم بالإسلام". البيان. 14 أغسطس 2015. مؤرشف من الأصل في 2018-03-07. اطلع عليه بتاريخ 2019-07-22.
4. ↑  "شعراء على خطى غوته". الشرق الأوسط. مؤرشف من الأصل في 2019-07-16. اطلع عليه بتاريخ 2019-07-22.
5. ↑  محمد القاضي (2010). معجم السرديات. المنهل. ص. 215. ISBN:9796500009575. مؤرشف من الأصل في 2022-02-23.
6. ↑  
بعلي, حفناوي (2018). الترجمة وجماليات التلقي - المبادلات الفكرية الثقافية. دار اليازوري العلمية للنشر والتوزيع. صفحات 133–135. ISBN 9957-12-742-X نسخة محفوظة 2022-02-27 على موقع واي باك مشين.
7. ↑  "غوته" (PDF). مكتبة الإسكندرية. ص. 3. مؤرشف من الأصل (PDF) في 2021-12-28. اطلع عليه بتاريخ 2022-02-23.
8. ↑  عبود, عبده (2002). "ا لعلاقات الأدبية السورية-الألمانية المعاصرة، واقعها وآفاقها" (PDF) (1). مجلة جامعة دمشق: 24، 25. مؤرشف من الأصل (PDF) في 16 فبراير 2021. اطلع عليه بتاريخ 24 فبراير 2022
9. ↑  والي, نجم (2019). آلام الشاب فرتر. دار المنهل. صفحة 180. ISBN 979-650042653-2. نسخة محفوظة 2022-03-10 على موقع واي باك مشين.

### بلغات أجنبية
1. 1 2  Itaú Cultural. Enciclopédia Itaú Cultural | Goethe (بالبرتغالية). São Paulo: Itaú Cultural. ISBN:978-85-7979-060-7. OCLC:200770911. OL:28154359M. QID:Q41599984.
2. ↑  Discogs | Johann Wolfgang von Goethe (بالإنجليزية), QID:Q504063
3. ↑  filmportal.de | Johann Wolfgang von Goethe، QID:Q15706812
4. 1 2  Frankfurter Personenlexikon | Johann Wolfgang (von) Goethe، QID:Q39845173
5. 1 2  Brockhaus Enzyklopädie | Johann Wolfgang Goethe (بالألمانية), OL:19088695W, QID:Q237227
6. ↑  Catalogo Vegetti della letteratura fantastica | Wolfgang Goethe (بالإيطالية), QID:Q23023088
7. 1 2  Colin Lyas (13 Dec 2017). "Goethe, Johann Wolfgang von". Grove Art Online (بالإنجليزية). DOI:10.1093/GAO/9781884446054.ARTICLE.T033006. QID:Q103927294.
8. 1 2 3 4  Archivio Storico Ricordi، QID:Q3621644
9. ↑  Gran Enciclopèdia Catalana | Johann Wolfgang Goethe (بالكتالونية), Grup Enciclopèdia, QID:Q2664168
10. ↑  Internet Philosophy Ontology project | Johann Wolfgang Von Goethe (بالإنجليزية), QID:Q6023365
11. ↑  Salzburgwiki | Johann Wolfgang von Goethe (بالألمانية), QID:Q1307356
12. 1 2  BeWeB، QID:Q77541206
13. ↑  Charles Dudley Warner, ed. (1897), Library of the World's Best Literature (بالإنجليزية), QID:Q19098835
14. ↑  Dictionary of Art Historians (بالإنجليزية), QID:Q17166797
15. 1 2 3 4 5  "Johann Wolfgang von Goethe". Encyclopædia Britannica Online. مؤرشف من الأصل في 2022-02-02. اطلع عليه بتاريخ 2022-02-23.
16. 1 2  Heinrich Heine: Sämtliche Werke. Band III: Schriften zur Literatur und Politik I. Mit Anmerkungen von Uwe Scheikert. 2. Auflage. Wissenschaftliche Buchgesellschaft, Darmstadt 1992, S. 301.
17. 1 2  Karl Otto Conrady: Goethe. Leben und Werk. Neuausgabe in einem Band. Artemis & Winkler, München 1994, ISBN 3-538-06638-8, S. 328.
18. 1 2  Dieter Borchmeyer: Schnellkurs Goethe. Dumont, Köln 2005, S. 35.
19. 1 2 3 4 5 6 7 8 9 10 11 12 13  Dieter Borchmeyer: Weimarer Klassik. Portrait einer Epoche. Akualisierte Neuausgabe. Beltz Athenäum, Weinheim 1998, ISBN 3-407-32124-4
20. 1 2 3 4 5 6 7 8 9 10 11 12 13 14 15 16 17 18 19 20 21 22 23 24 25 26 27 28 29 30 31 32 33 34 35 36 37 38 39 40 41 42 43 44 45 46 47 48 49  Nicholas Boyle: Goethe. Der Dichter in seiner Zeit. Band I: 1749–1790. Insel, Frankfurt am Main 2004. ISBN 3-458-34725-9
21. 1 2 3 4 5 6 7 8 9 10 11 12 13 14 15 16 17 18 19 20 21 22 23 24 25 26 27 28 29 30 31 32 33 34 35 36 37 38 39 40 41 42 43 44 45 46 47  Rüdiger Safranski: Goethe. Kunstwerk des Lebens. Biographie. Hanser, München 2013, ISBN 978-3-446-23581-6,
22. 1 2  Klaus Seehafer: Mein Leben ein einzig Abenteuer. Johann Wolfgang Goethe. Biografie. Aufbau-Verlag, Berlin 1998, ISBN 3-351-02471-1, S. 141.
23. 1 2  Sigrid Damm: Christiane und Goethe. Eine Recherche. Insel, Frankfurt am Main 1998, ISBN 3-87763-020-0, S. 117.
24. 1 2  Augsburgische Ordinari Postzeitung, Nr. 266, Samstag, den 5. Nov. Anno 1808, S. 3, als Digitalisat,. نسخة محفوظة 10 يناير 2022 على موقع واي باك مشين.
25. 1 2  Albrecht Schöne: Vorbemerkungen zu Goethes Faust-Dichtung. In: Johann Wolfgang Goethe: Faust. Kommentare. Deutscher Klassiker Verlag, Frankfurt am Main 1999, S. 11.
26. ↑  Werner Plumpe: Wirtschaft, Konsum und Erwerb in Goethes Elternhaus. In: Vera Hierholzer und Sandra Richter (Hrsg.): Goethe und das Geld. Der Dichter und die moderne Wirtschaft. Katalog der Ausstellung im Frankfurter Goethehaus/Freies Deutsches Hochstift vom 14. September bis 30. Dezember 2012, S. 118.
27. ↑  يتحدث كورت أيسلر [الإنجليزية] في دراسة نشرت عام 1963 عن عن علاقة حميمية بين غوته وشقيقته أثرت على نحو لا يمكن تجاهله في حياة غوته اللاحقة وتطوه الفني.

Kurt R. Eissler: Goethe. Eine psychoanalytische Studie 1775–1786. Band 1. Deutscher Taschenbuch Verlag, München 1987, S. 74, 167. –

كما يشير بويل إلى أن تلميحات إلى رغبات غوته هذه تظهر بحذر في المجلد السادس من كتاب من حياتي: الشعر والحقيقة. نسخة محفوظة 2022-01-07 على موقع واي باك مشين.
28. ↑  Johann Wolfgang Goethe: Aus meinem Leben. Dichtung und Wahrheit. Erster Teil, Zweites Buch zeno.org (abgerufen am 14. Januar 2015). نسخة محفوظة 19 فبراير 2011 على موقع واي باك مشين.
29. ↑  Karl Otto Conrady: Goethe. Leben und Werk. Neuausgabe in einem Band. Artemis & Winkler, München 1994, S. 328.
30. ↑  Dichtung und Wahrheit, (II, 7, S. 302 (Zeno). نسخة محفوظة 2021-11-12 على موقع واي باك مشين.
31. ↑  Karl Otto Conrady: Goethe. Leben und Werk. Neuausgabe in einem Band. Artemis & Winkler, München 1994, ISBN 3-538-06638-8, S. 121 und 125 f.
32. ↑  Johann Wolfgang Goethe: Aus meinem Leben. Dichtung und Wahrheit. Dritter Teil, Dreizehntes Buch zeno.org (abgerufen am 14. Januar 2015). نسخة محفوظة 2021-11-12 على موقع واي باك مشين.
33. ↑  Arthur Henkel: Nachwort zu Goethe: Wilhelm Meisters theatralische Sendung. Fischer Bücherei, Frankfurt am Main 1969, S. 317–321, hier S. 318 f.
34. ↑  Irmtraut Schmid, Gerhard Schmid: Goethes amtliche Schriften. In: Reinhard Kluge (Hrsg.): Johann Wolfgang Goethe. Sämtliche Werke, Briefe, Tagebücher und Gespräche. Band 26: Amtliche Schriften. Teil 1: Geheimes Consilium und andere bis zur Italienreise übernommene Aufgabengebiete. Deutscher Klassiker Verlag, Frankfurt am Main 1998, ISBN 978-3-618-60425-9, S. 815–854, hier S. 838.
35. ↑  Zitiert nach Karl Otto Conrady: Goethe. Leben und Werk. Neuausgabe in einem Band. Artemis & Winkler, München 1994, S. 328.
36. 1 2  Willy Flach: Amtliche Tätigkeit. 1958/61. In: Volker Wahl (Hrsg.): Willy Flach (1903–1958). Beiträge zum Archivwesen, zur thüringischen Landesgeschichte und zur Goetheforschung. Böhlau, Weimar 2003, ISBN 978-3-7400-1205-2, S. 384–393, hier S. 385.
37. ↑  Irmtraut Schmid، Gerhard Schmid: Goethes amtliche Schriften. In: Reinhard Kluge (Hrsg.): Johann Wolfgang Goethe. Sämtliche Werke, Briefe, Tagebücher und Gespräche. Band 26: Amtliche Schriften. Teil 1: Geheimes Consilium und andere bis zur Italienreise übernommene Aufgabengebiete. Deutscher Klassiker Verlag, Frankfurt am Main 1998, ISBN 978-3-618-60425-9, S. 815–854, hier S. 837.
38. ↑  يرجع وصف بـ"شاعر الطغاة" إلى الكاتب الالماني لودفيغ بورنه. أنظر

Gero von Wilpert: Die 101 wichtigsten Fragen: Goethe. Beck, München 2007, S. 121 f.
39. ↑  Dieter Borchmeyer: Schnellkurs Goethe. Dumont, Köln 2005, S. 52.
40. ↑  W. Daniel Wilson: Das Goethe-Tabu. Protest und Menschenrechte im klassischen Weimar. Deutscher Taschenbuch-Verlag, München 1999, ISBN 3-423-30710-2, S. 47 ff., 76 ff. und 7 f.
41. ↑  Klaus Seehafer: Mein Leben ein einzig Abenteuer. Johann Wolfgang Goethe. Biografie. Aufbau-Verlag, Berlin 2000, S. 180.
42. ↑  Helmut Koopmann: Goethe und Frau von Stein – Geschichte einer Liebe. C.H. Beck, München 2002, ISBN 3-406-48652-5, S. 254 ff.
43. ↑  Kurt R. Eissler: Goethe. Eine psychoanalytische Studie 1775–1786. Deutscher Taschenbuch-Verlag. Band 2. München 1987, ISBN 3-423-04457-8, S. 1157.
44. ↑  Wolfgang Frühwald: Goethes Hochzeit. Insel, Frankfurt am Main 2007, ISBN 978-3-458-19294-7, S. 60.
45. ↑  Klaus-Detlef Müller: Das Elend der Dichterexistenz: Goethes „Torquato Tasso“: In: Goethe-Jahrbuch. Band 124, 2007, S. 198.
46. ↑  Roberto Zapperi: Das Inkognito. Goethes ganz andere Existenz in Rom. Beck, München 1999, ISBN 978-3-406-60471-3, S. 8 f.
47. ↑  ما زال المبنى قائماً في شارع Via del Corso 18 وقد أقيم فيه متحف "بيت غوته" المتخصص في فترة إقامة غوته في روما
48. ↑  Venezianische Epigramme, Ziffer 100g: „Knaben liebt ich wohl auch doch lieber sind mir die Mädchen / Hab ich als Mädchen sie satt, dient sie als Knabe mir noch“ نسخة محفوظة 2021-04-15 على موقع واي باك مشين.
49. ↑  Roberto Zapperi: Das Inkognito. Goethes ganz andere Existenz in Rom. C.H. Beck, München 1999, S. 133 ff.
50. ↑  Sigrid Damm: Christiane und Goethe. Eine Recherche. Insel, Frankfurt am Main 1998, S. 121.
51. ↑  Sigrid Damm: Christiane und Goethe. Eine Recherche. Insel, Frankfurt am Main 1998, S. 142 f.
52. 1 2 3  Nicholas Boyle: Goethe. Der Dichter in seiner Zeit. Band II: 1790–1803. Insel, Frankfurt am Main 2004, S. 339.
53. ↑  Wolfgang Frühwald: Goethes Hochzeit. Insel, Frankfurt am Main 2007, S. 35, 42, 60.
54. ↑  Lesley Sharpe: Goethe and the Weimar theatre. In: Lesley Sharpe (Hrsg.): The Cambridge Companion to Goethe. Cambridge University Press, Cambridge 2002, S. 116.
55. ↑  Lesley Sharpe: Goethe and the Weimar theatre. In: Lesley Sharpe (Hrsg.): The Cambridge Companion to Goethe. Cambridge University Press, Cambridge 2002, S. 121.
56. ↑  Lesley Sharpe: Goethe and the Weimar theatre. In: Lesley Sharpe (Hrsg.): The Cambridge Companion to Goethe. Cambridge University Press, Cambridge 2002, S. 126 f.
57. ↑  Hans-Jürgen Schings: Kein Revolutionsfreund. Die Französische Revolution im Blickfeld Goethes. In: Goethe-Jahrbuch. Band 126, 2009, S. 52 f., 56; zum Goethe-Zitat: Johann Wolfgang Goethe: Bedeutende Fördernis durch ein einziges geistreiches Wort. In: Theoretische Schriften. zeno.org (abgerufen am 22. März 2015). نسخة محفوظة 2021-04-30 على موقع واي باك مشين.
58. ↑  Johann Peter Eckermann: Gespräche mit Goethe in den letzten Jahren seines Lebens. Gespräch vom 4. Januar 1824، مشروع غوتنبرغ، Insel, Frankfurt am Main 1981. نسخة محفوظة 12 يوليو 2020 على موقع واي باك مشين.
59. ↑  Erich Trunz: Kommentarteil zu Goethes Werke. Hamburger Ausgabe Band II: Gedichte und Epen II. C.H. Beck, München 1981, S. 719.
60. ↑  Dieter Borchmeyer: Weimarer Klassik. Portrait einer Epoche. Aktualisierte Neuausgabe. Beltz Athenäum, Weinheim 1998, S. 248 f.
61. ↑  Dieter Borchmeyer: Weimarer Klassik. Portrait einer Epoche. Aktualisierte Neuausgabe. Beltz Athenäum, Weinheim 1998, S. 273.
62. ↑  Johan Wolfgang von Goethe: Versuch die Metamorphose der Pflanzen zu erklären. Ettinger, Gotha 1790
63. ↑  Felix Sieglbauer: Goethes Begriff der Morphologie. In: Akademischer Senat der Universität Innsbruck (Hrsg.): Innsbrucker Universitätsalmanach auf das Goethe-Jahr 1949. Tyroliadruck, Innsbruck 1949, S. 165–190.
64. ↑  Gesa von Essen: „eine Annäherung, die nicht erfolgte“? Die schwierigen Anfänge eines Dichterbundes. In: Goethe-Jahrbuch. Band 123, 2005, S. 43–61, hier: S. 53 f. (Digitalisat) نسخة محفوظة 2021-07-28 على موقع واي باك مشين.
65. ↑  Rüdiger Safranski: „daß es, dem Vortrefflichen gegenüber keine Freyheit gibt als die Liebe“. Über die Freundschaft zwischen Schiller und Goethe. In: Goethe-Jahrbuch. Band 123, 2005, S. 25–35, hier: S. 27 (Digitalisat). نسخة محفوظة 2021-07-28 على موقع واي باك مشين.
66. ↑  Gesa von Essen: „eine Annäherung, die nicht erfolgte“? Die schwierigen Anfänge eines Dichterbundes. In: Goethe-Jahrbuch. Band 123, 2005, S. 43–61, hier: S. 50 f. (Digitalisat) نسخة محفوظة 2021-07-28 على موقع واي باك مشين.
67. ↑  Heinrich Düntzer: Zu Goethe’s Bericht über seine Anknüpfung mit Schiller. In: Goethe-Jahrbuch. Band 2, 1881, S. 168–189 (Digitalisat) نسخة محفوظة 19 سبتمبر 2020 على موقع واي باك مشين.
68. ↑  . Siehe auch: Brief Schillers an Goethe vom 13. Juni 1794. نسخة محفوظة 2021-04-14 على موقع واي باك مشين.
69. ↑  رسالة من غوته إلى شيلر في 6 يناير 1798، مراسلات غوته وشيلر، المجلد الثاني (باللغة الألمانية، في موقع مشروع غوتنبرغ نسخة محفوظة 12 يوليو 2020 على موقع واي باك مشين.
70. ↑  Erich Trunz: Kommentarteil zu Goethe: Gedichte. Jubiläumsausgabe hrgg. und kommentiert von Erich Trunz. Beck, München 2007, S. 584.
71. ↑  T. J. Reed: Weimar Classicism: Goethe's Alliance with Schiller. In: Lesley Sharpe (Hrsg.): The Cambridge Companion to Goethe. Cambridge University Press, Cambridge 2002, S. 103.
72. ↑  Musen-Almanach für das Jahr 1797. Wikisource. نسخة محفوظة 16 مايو 2021 على موقع واي باك مشين.
73. ↑  Musen-Almanach für das Jahr 1798. Wikisource. نسخة محفوظة 9 يناير 2022 على موقع واي باك مشين.
74. ↑  Werner Neuhauser: Der Dichter zwischen Idealbild und Wirklichkeit. Die Leiden des alten Goethe. In: zm online. 19, 2006. نسخة محفوظة 2020-09-20 على موقع واي باك مشين.
75. ↑  Eintrag Die Wahlverwandtschaften. In: Frank Rainer Max, Christine Ruhrberg (Hrsg.): Reclams Romanlexikon. Reclam, Stuttgart 2000, ISBN 3-15-010474-2, S. 341.
76. ↑  Eintrag Aus meinem Leben. Dichtung und Wahrheit. In: Frank Rainer Max, Christine Ruhrberg (Hrsg.): Reclams Romanlexikon. Reclam, Stuttgart 2000, S. 343.
77. ↑  Gustav Seibt: Goethe und Napoleon. Eine historische Begegnung. Beck, München 2008, ISBN 978-3-406-57748-2, S. 223.
78. ↑  Johann Peter Eckermann: Gespräche mit Goethe in den letzten Jahren seines Lebens. Gespräch vom 11. März 1828 Projekt Gutenberg-DE Insel, Frankfurt am Main 1981. نسخة محفوظة 12 يوليو 2020 على موقع واي باك مشين.
79. ↑  Frank Deibel, Friedrich Gundelfinger: Goethe im Gespräch. Salzwasser, Paderborn 2012 [Nachdruck von 1906], S. 168.
80. ↑  Gustav Seibt: Goethe und Napoleon. Eine historische Begegnung. Beck, München 2008, S. 228–231. – Der fünfte Mai, Goethes interlineare Übersetzung von Manzonis Napoleon-Ode نسخة محفوظة 2020-11-05 على موقع واي باك مشين.
81. ↑  Alfred Brendel: Goethe, Musik und Ironie. In: Frankfurter Allgemeine Zeitung vom 20. November 2020, S. 12.
82. ↑  Martin Geck: Das Treffen in Teplitz. In: Die Zeit. vom 14. Juli 2012 Beethoven & Goethe: Das Treffen in Teplitz – Die Zeit online. نسخة محفوظة 2021-02-05 على موقع واي باك مشين.
83. ↑  Im Eingangsgedicht des West-östlichen Divan heißt es: „Nord und West und Süd zersplittern, / Throne bersten, Reiche zittern, / Flüchte du im reinen Osten / Patriarchenluft zu kosten!“ In seinen Tag- und Jahresheften notiert er als eine Eigentümlichkeit seiner Handlungsweise: „Wie sich in der politischen Welt irgendein ungeheures Bedrohliches hervortat, so warf ich mich eigensinnig auf das Entfernteste.“ zeno.org (abgerufen am 31. März 2015). نسخة محفوظة 2020-07-12 على موقع واي باك مشين.
84. ↑  Hendrik Birus: Kommentar I. Überblickskommentare. In: Johann Wolfgang Goethe: West-östlicher Divan. Teilband I. Insel, Berlin 2010, S. 728.
85. ↑  Eintrag Grimm, Herman. In: Walther Killy: Literaturlexikon. Autoren und Werke deutscher Sprache. Bertelsmann Lexikon Verlag. Digitale Bibliothek, S. 6.656 (Band 4, S. 352). Band 4, Bertelsmann. Digitale Bibliothek, S. 6.656 ().
86. ↑  Sigrid Damm: Christiane und Goethe. Eine Recherche. Insel, Frankfurt am Main 1998, S. 501–508.
87. ↑  Stefan Zweig: Sternstunden der Menschheit. Zwölf historische Miniaturen. S. Fischer, Frankfurt 1986, S. 135.
88. ↑  Klaus Seehafer: Mein Leben ein einzig Abenteuer. Johann Wolfgang Goethe. Biografie. Aufbau-Verlag, Berlin 2000, S. 458.
89. ↑  Carl Vogel: Die letzte Krankheit Goethe’s. Nebst einer Nachschrift von C. W. Hufeland. In: Journal der practischen Heilkunde 1833. Universität Gießen, 1961. Retrieved on قالب:Datum.
90. ↑  Bernd Witte: Vorbemerkung, Interpretationen. In: Johann Wolfgang Goethe: Gedichte. Reclam, Stuttgart 2005, S. 5.
91. ↑  John R. Williams: Goethe the Poet. In: Lesley Sharpe (Hrsg.): The Cambridge Companion to Goethe. Cambridge University Press, Cambridge 2002, S. 42.
92. ↑  John R. Williams: Goethe the Poet. In: Lesley Sharpe (Hrsg.): The Cambridge Companion to Goethe. Cambridge University Press, Cambridge 2002, S. 43 f.
93. ↑  Eintrag Die Leiden des jungen Werthers. In: Frank Rainer Max, Christine Ruhrberg (Hrsg.): Reclams Romanlexikon. Reclam, Stuttgart 2000, S. 335.
94. ↑  Gustav Seibt: Goethe und Napoleon. Eine historische Begegnung. Beck, München 2008, S. 131–135.
95. ↑  Eintrag Wilhelm Meisters Lehrjahre. In: Frank Rainer Max, Christine Ruhrberg (Hrsg.): Reclams Romanlexikon. Reclam, Stuttgart 2000, S. 339.
96. 1 2  Gerhard Hoffmeister: Reception in Germany and abroad. In: Lesley Sharpe (Hrsg.): The Cambridge Companion to Goethe. Cambridge University Press, Cambridge 2002, S. 238.
97. ↑  Eintrag Wilhelm Meisters Wanderjahre. In: Frank Rainer Max, Christine Ruhrberg (Hrsg.): Reclams Romanlexikon. Reclam, Stuttgart 2000, S. 346.
98. ↑  Eintrag Wilhelm Meisters theatralische Sendung. In: Frank Rainer Max, Christine Ruhrberg (Hrsg.): Reclams Romanlexikon. Reclam, Stuttgart 2000, S. 335 f.
99. ↑  Überliefert von Heinrich Laube, hier zitiert nach: Walter Benjamin: Goethes Wahlverwandtschaften. In: Ders.: Illuminationen. Ausgewählte Schriften. TB-Ausgabe. Suhrkamp, Frankfurt am Main 1977, S. 101.
100. ↑  Thomas Mann: Zu Goethes Wahlverwandtschaften. In: Ders.: Schriften und Reden zur Literatur, Kunst und Philosophie. Erster Band. Fischer, Frankfurt am Main 1968, S. 243.
101. ↑  Johann Peter Eckermann: Gespräche mit Goethe in den letzten Jahren seines Lebens. Gespräch vom 6. Mai 1827 im Projekt Gutenberg-DE Insel Verlag, Frankfurt am Main 1981. نسخة محفوظة 12 يوليو 2020 على موقع واي باك مشين.
102. ↑  Nachwort zu Goethe: Italienische Reise. (Jubiläumsausgabe nach dem Text von Band 11 der Hamburger Ausgabe) C.H. Beck, München 2007, S. 574–578.
103. ↑  Eintrag: Aus meinem Leben. Dichtung und Wahrheit. In: Frank Rainer Max, Christine Ruhrberg (Hrsg.): Reclams Romanlexikon. Reclam, Stuttgart 2000, S. 343.
104. ↑  Kindlers Neues Literaturlexikon. Band 6, S. 472.
105. ↑  David V. Pugh: Goethe the dramatist. In: Lesley Sharpe (Hrsg.): The Cambridge Companion to Goethe. Cambridge University Press, Cambridge 2002, ISBN 0-521-66560-4, S. 66.
106. ↑  Johann Wolfgang von Goethe: Zum Schäkespears Tag, online bei Wikisource. نسخة محفوظة 8 نوفمبر 2020 على موقع واي باك مشين.
107. ↑  Otto Mann: Geschichte des deutschen Dramas (= Kröners Taschenausgabe. Band 296). Kröner, Stuttgart 1960, S. 205.
108. ↑  Hans Robert Jauß: Ästhetische Erfahrung und literarische Hermeneutik. Suhrkamp, Frankfurt am Main 1991, ISBN 3-518-28555-6, S. 513 f.
109. ↑  Heinrich Heine: Sämtliche Werke. Band III: Schriften zur Literatur und Politik I. Mit Anmerkungen von Uwe Scheikert. 2. Auflage. Wissenschaftliche Buchgesellschaft, Darmstadt 1992, S. 299.
110. ↑  Georg Wilhelm Friedrich Hegel: Ästhetik. Band II. Aufbau, Berlin 1955, S. 574.
111. ↑  Albrecht Schöne: Vorbemerkungen zu Goethes Faust-Dichtung. In: Johann Wolfgang Goethe: Faust. Kommentare. Deutscher Klassiker-Verlag, Frankfurt am Main 1999, S. 37 f.
112. ↑  Exemplarisch: Michael Jaeger: Global Player Faust oder Das Verschwinden der Gegenwart. Zur Aktualität Goethes. 2. Auflage. Siedler, Berlin 2008, ISBN 978-3-937989-34-1.
113. ↑  Otto Mann: Geschichte des deutschen Dramas. Kröner, Stuttgart 1960, S. 211 und 225.
114. ↑  Joseph Bossi über Leonards da Vinci Abendmahl zu Mayland. In: Über Kunst und Altertum. Erster Band, 3. Heft, März 1818.
115. ↑  Eintrag Leonardo da Vinci (1452–1519). In: Andreas Beyer, Ernst Osterkamp (Hrsg.): Goethe Handbuch. Supplemente, Band 3: Kunst. Metzler, Stuttgart 2011, S. 509-511, hier 510.
116. ↑  Klassik Stiftung Weimar: Goethe-Schiller-Briefwechsel نسخة محفوظة 28 ديسمبر 2016 على موقع واي باك مشين.
117. ↑  Volker Hesse: Auxiologie und Anatomie bei Goethe: Größer als die Zeitgenossen. In: Deutsches Ärzteblatt. Band 95, Heft 34–35, 1998, S. A 2038 (B 1725, C 1621). نسخة محفوظة 25 سبتمبر 2020 على موقع واي باك مشين.
118. ↑  Das Hohe Lied Salomons. In der Übertragung von Johann Wolfgang von Goethe. نسخة محفوظة 14 أغسطس 2018 على موقع واي باك مشين.

## وصلات خارجية
- يوهان غوته على موقع IMDb (الإنجليزية)
- يوهان غوته على موقع الموسوعة البريطانية (الإنجليزية)
- يوهان غوته على موقع ألو سيني (الفرنسية)
- يوهان غوته على موقع ميوزك برينز (الإنجليزية)
- يوهان غوته على موقع أول موفي (الإنجليزية)
- يوهان غوته على موقع قاعدة بيانات برودواي على الإنترنت (الإنجليزية)
- يوهان غوته على موقع قاعدة بيانات برودواي على الإنترنت (الإنجليزية)
- يوهان غوته على موقع قاعدة بيانات الأفلام السويدية (السويدية)
- يوهان غوته على موقع إن إن دي بي (الإنجليزية)
- يوهان غوته على موقع ديسكوغز (الإنجليزية)